# نبرد خرمشهر
نبرد اول خرمشهر درگیری شهری‌ای میان ارتش عراق و رزمندگان ایرانی بود که در حومه و داخل خرمشهر از تاریخ ۱ مهر تا ۴ آبان سال ۱۳۵۹ رخ داد. در پی حمله عراق به ایران، ۱۲ لشکر عراقی به سمت خرمشهر روانه شدند که با مقاومتِ گردان دژ نیروی زمینی ارتش، گردان تکاوران دریایی بوشهر، پاسدارهای خرمشهر و مردم بومی خرمشهر و شهرهای اطراف آن روبرو شدند. نهایتاً، عراق توانست پس از ۳۴ روز درگیری، خرمشهر را تسخیر کند. در این نبرد از هر دو طرف حدود ۷٬۰۰۰ نفر کشته و مجروح شدند و تعداد چند صد خودرو زرهی و تانک منهدم شد. با وجود مقاومت سرسختانهٔ ایرانی‌ها، به دلیل نرسیدن نیروی کمکی (تجهیزات، مهمات و نیروی نظامی) و آتش سنگین توپخانهٔ ارتش عراق و بمباران‌های پیاپی نیروی هوایی عراق، سرانجام با دستور شفاهی مقامات ایرانی، نیروهای مقاومت پس از خارج کردن مردم، از طریق رودخانه کارون، از شهر خارج شدند.
به هنگام آغاز جنگ، برخی از سربازان یا درجه‌داران ارتش، با گرفتن مرخصی موقت (چند روزه) از فرمانده پادگان خود در مناطق دیگر کشور، خودشان را به شهر خرمشهر رسانده تا داوطلبانه از شهر دفاع کنند.
فرماندهی مقاومت خرمشهر را سرهنگ علی قمری فرمانده داوطلب گردان دژ خرمشهر، دریادار دوم داریوش ضرغامی، ناخدا هوشنگ صمدی فرمانده گردان تکاوران دریایی ارتش، محمد جهان‌آرا فرمانده سپاه خرمشهر و دریادار عيسی حسینی بای که یکی از تکاوران زبدهٔ ارتش و اولین فرماندهِ تکاوران مستقر در خرمشهر بود، به‌عهده داشتند. اگرچه صدام حسین رئیس‌جمهور عراق، وعدهٔ فتح یک‌روزهٔ خرمشهر، سه‌روزهٔ خوزستان و یک هفته‌ای ایران را می‌داد، اما با مقاومت نیروهای ارتشی و مردمی در خوزستان، طی بیش از یک ماه تنها به اشغال خرمشهر و حصر آبادان اکتفا کرد.

## پیشینه: آشوب‌افکنی صدام حسین در خرمشهر

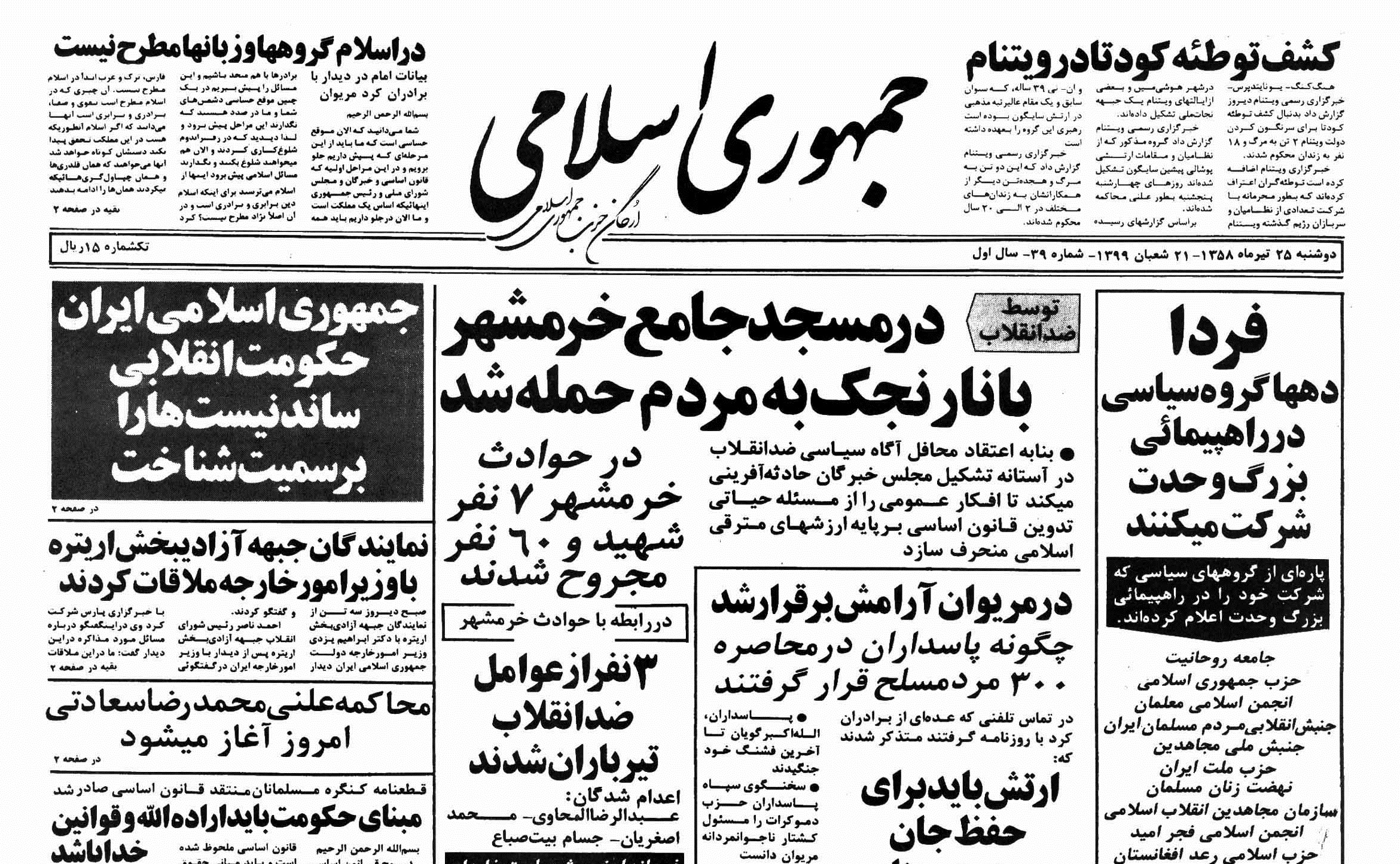
گزارش روزنامه جمهوری اسلامی از عملیات تروریستی جبهه خلق عرب

پنج رزمنده ایرانی بر روی پل خرمشهر

سربازان ایرانی در حال دفاع از خرمشهر

ایرانیان بومی خرمشهر در حال کندن خندق برای مقابله با نیروهای عراقی

دو سرباز ایرانی در حال برگردانیدن یک سرباز زخمی دیگر از به پشت خط مقدم در خرمشهر

داوطلبان بومی خرمشهر، آماده برای دفاع از شهر

پس از وقوع انقلاب اسلامی در سال ۱۳۵۷، برخی استان‌ها از جمله خوزستان دچار آشوب شد. در اهواز، حزب خلق عرب ادعای جدایی و پیوستن به عراق را داشت. بمب‌گذاری و خرابکاری آنها، مدتی مردم شهر خرمشهر را عاصی کرده بود.
تنها چند هفته پس از پیروزی انقلاب، فعال‌های قوم‌گرای عرب، که در خرمشهر و زیر نظر جبهه ‌التحریر هوادار بعثی‌ها و متحدان دست چپی آن کار می‌کردند، سه درخواست مطرح کردند: خودمختاری فرهنگی خوزستان و پذیرش زبان عربی به عنوان زبان رسمی این استان؛ اینکه در مصرف درآمدهای نفت ایران، اولویت با آنها باشد؛ و انتخاب همتایان عرب‌زبان‌شان برای اداره‌ی استان. ماه‌ها مذاکره با نمایندگان دولت موقت و خمینی و اطرافیان او به بن‌بست رسید. در نهایت به تاریخ 29 خرداد 1358، به رویارویی نظامی در خرمشهر منجر شد. فرمانده نیروی دریایی ایران یعنی دریادار احمد مدنی، چهره محبوب جبهه ملی بود که این شورش جدایی‌طلبانه را در هم کوفت. دست کم 55 نفر کشته و بسیاری دیگر زخمی شدند. حادثه‌ای که سرآغاز آن شورش‌های قومیتی چندی در استان‌های دیگر بود، اراده جمهوری اسلامی در برپایی یک دولت قوی و متمرکز را نشان داد.
در خرمشهر و اهواز، گروه جدایی‌طلب جبهه خلق عرب شورش‌هایی کرده بود و به کمک صدام حسین، برای مدتی در شهرهای استان خوزستان بمب‌گذاری می‌کرد و در جاده‌های مرزی مین ضد نفر یا ضد خودرو می‌گذاشت. در بهار ۱۳۵۸، تیمسار احمد مدنی استاندار وقت استان خوزستان از فرمانده منطقه دوم نیروی دریایی در بوشهر، تقاضای اعزام یک گروهان تکاور برای تأمین امنیت خرمشهر و آبادان کرد. از بوشهر یک گروهان تکاور نود نفری به فرماندهی ناوبان عیسی حسینی‌بای، ناوبان محمدعلی صفا، ناوبان سلیمان محبوبی به خرمشهر گسیل شد تا با خرابکارها مقابله کند. تکاورها مقدار زیادی از بمب‌ها و مین‌های کارگذاری شده را خنثی کردند و با کمک مردم بومی، اقدام به شناسایی و دستگیری خرابکارها کردند.
مدنی، استاندار خوزستان، در نامه‌هایی به تاریخ ۱۳۵۸/۲/۱۵ به وزیر کشور چنین نوشت:
«کنسول عراق در خرمشهر با بعضی از عناصر مشکوک محلی رابطه دارد. این مسلم شده که کنسول عراق در خرمشهر یکی از فعالان دستگاه جاسوسی است و در خرابکاری دست دارد. اخیراً نامبرده سفارش کرده‌است در نقاط مختلف خرمشهر، برای وی خانه اجاره کنند و اکنون خانه‌ها مهیاست. علاوه‌براین گفته می‌شود که کارمندان حساس کنسولگری عراق از ۴ نفر به ۱۴ نفر که همه یا اغلب آن‌ها افسر می‌باشند، افزایش یافته‌است.
مدرسه عراقی‌ها در خرمشهر نیز کانون جاسوسی است. مسئول مدرسه عراقی‌ها، ولید سامرایی رایزن فرهنگی کنسولگری عراق می‌باشد که قبلاً مسئول جبهه‌التحریر خوزستان در عراق بوده‌است و فعالیت‌های خود را از بصره اداره می‌کرد و از جاسوسان شناخته شده می‌باشد.»— منبع نامشخص
در خرداد ۱۳۵۸، آشوب در خرمشهر به اوج رسید. نیروهای جبهه خلق عرب، شهر را به اشغال خود درآورده و ساختمان شهرداری و برخی اماکن دیگر دولتی را اشغال کردند و مسلحانه در شهر مانور می‌دادند. همچنین به مقر سپاه پاسداران در خرمشهر ریخته، محمد جهان‌آرا و هفده نفر دیگر را به گروگان گرفتند. این غائله با دخالت تکاورهای نیروی دریایی پایان گرفت و عناصر خرابکار از شهر بیرون رانده شدند.
در پائیز و زمستان سال ۱۳۵۸، با حمله به کنسولگری عراقی و مدرسه عراقی‌ها در خرمشهر، اسنادی از این دو مرکز کشف شد که نمایانگر توطئه‌چینی و خرابکاری عراقی‌ها در خرمشهر بود.
صدام حسین که تازه به مقام ریاست جمهوری عراق دست یافته بود، در نامه‌ای به شورای انقلاب ادعا کرد، شرکت خرابکاران عراقی در خوزستان به تلافی مداخله ایران در کردستان عراق بوده‌است.

## درگیری پیش از آغاز رسمی جنگ

گردان تکاوران یکم نیروی دریایی ارتش در نبرد خرمشهر

شعارنویسی سربازهای عراقی بر دیوار خرمشهر، بعد از اشغال آن، به معنی «آمده ایم که بمانیم»

شعارنویسی سربازهای عراقی بر دیوار خرمشهر، بعد از اشغال آن، به معنی «آمده ایم که بمانیم»

به گفته ناخدا صمدی، اوایل بهار ۱۳۵۹، برای نیروهای ارتشی کاملاً آشکار و روشن بود که عراق به زودی جنگی را شروع می‌کند. در مجموع، حدود نود تکاور در خرمشهر، آبادان و اهواز مستقر بود. آن‌ها در عین حفظ امنیت خرمشهر، در مرز و پاسگاه‌های مرزی در شلمچه و اطراف رودخانه کارون، به نیروهای ژاندارمری کمک می‌کردند. چندین مورد درگیری با نیروهای عراقی گزارش شد.
تکاوران مستقر در خرمشهر و اهواز، مرتباً گزارش تحرکات نیروی زمینی ارتش عراق (سنگربندی، استقرار تجهیزات و امکانات جنگی، جابه‌جایی نیروهای عراقی، جاده‌سازی منتهی به مرز ایران) را به ستاد نیروی دریایی و مقامات بالاتر گزارش می‌کردند. همه سران درجه اول سیاسی جمهوری اسلامی در تهران هم از این موضوع اطلاع داشتند. به گفته ناخدا یکم هوشنگ صمدی (فرمانده وقت گردان یکم تکاوران دریایی ارتش) با رصد مانور نیروی نظامی عراق در شمال خلیج فارس، نیروی دریایی به حالت آماده‌باش درآمده بود. با وجود گزارش‌هایی که برای تهران ارسال می‌شد، رهبر انقلاب و دولت موقت در این خصوص فعالیتی نمی‌کنند.
عباس امیر انتظام در این خصوص بیان می‌کند که سازمان اطلاعاتی ایالات متحده حداقل دومرتبه نسبت به تحرکات عراقی‌ها و عزمشان برای حمله به ایران هشدار می‌دهند، و این هشدار در جلسه ای با بازرگان و یزدی مطرح می‌شود اما آن‌ها علاقه چندانی نشان نمی‌دهند چرا که آن‌ها خود معتقد بودند از سطح تحرکات و تهدیدها آگاهند. همچنین ابوالحسن بنی صدر مدعی می‌شود حداقل دومرتبه خمینی را در جریان احتمال حمله عراق قرار داده که با بی میلی وی مواجه می‌شود.
حسینعلی منتظری در این خصوص از ترس کشورهای اطراف از انقلاب ایران و صدور انقلاب و بحث تلقی دخالت در امور آن کشور به روح‌الله خمینی می گوید و درخواست اعزام هیئت حسن نیت برای بهبود روابط را می دهد به‌خصوص که زمزمه‌های برخورد نظامی از سوی کشور عراق به گوش می‌رسید. و خمینی در  در پاسخ می گوید که:
«نه‌خیر؛ ما می‌خواهیم دور کشور دیوار بکشیم.»
به گفته ناخدا هوشنگ صمدی، هم‌زمان با کمک مالی و تسلیحاتی صدام حسین از جبهه خلق عرب، جهت خرابکاری در تأسیسات اقتصادی و زیربنایی کشور، امارات متحده عربی هم مدعی تصاحب سه جزیره ایرانی (تنب بزرگ، تنب کوچک و ابوموسی) بود. حتی کشتی‌های گشتی عراقی مستقر در خور عبدالله و شمال خلیج فارس، برای کشتی‌های ایرانی ایجاد مزاحمت می‌کردند.

## حمله عراق و جنگ شهری

مرز ایران و عراق در جبهه جنوبی

تلاش برای تخلیه شهر از مردم غیر نظامی در روزهای آغازین نبرد خرمشهر

تکاوران گردان یکم نیروی دریایی ارتش در نبرد خرمشهر

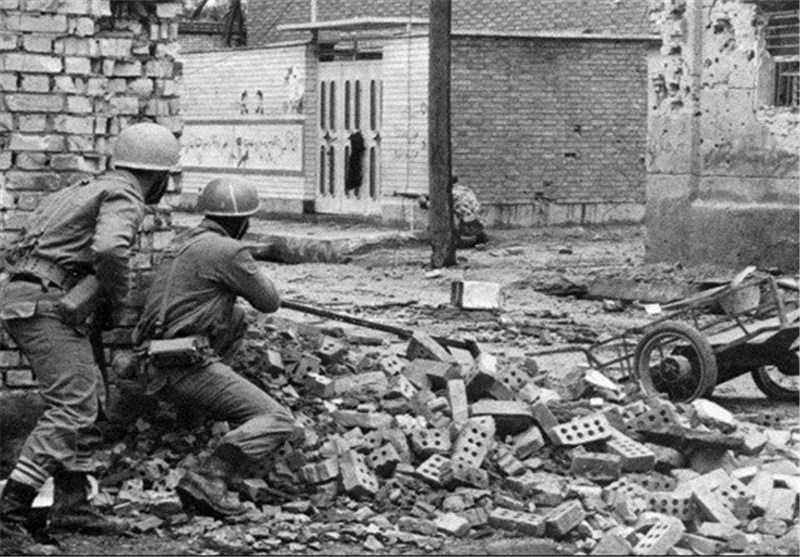
عکسی از مقاومت نیروهای ایرانی در نبرد خرمشهر

در تهاجم عراق به ایران، ارتش عراق به‌منظور دسته‌بندی قوای زمینی برای شروع پیشروی در خاک ایران، نیروی خود را به سه جبهه شمالی، میانی و جنوبی تقسیم کرده بود.
تمرکز اصلی قوای نظامی عراق در جبهه جنوبی قرار داشت، که از منطقه جنوب مهران شروع شده و تا آبادان و راس البیشه ادامه می‌یافت. از مهمترین شهرهای هدف عراق در این جبهه می‌توان به دزفول، اندیمشک، اهواز، سوسنگرد، خرمشهر و آبادان اشاره کرد. هدف اولیه بخش جنوبی ارتش عراق، تصرف برق‌آسای شهر مرزی خرمشهر و پس از آن آبادان، اهواز، دزفول و سوسنگرد بود. عراق کسب این هدف را یک پیروزی استراتژیک برای خود تلقی می‌کرد.
با شروع جنگ، سپاه سوم ارتش عراق (۳ لشکر زرهی و ۲ لشکر مکانیزه) هجوم خود را از چند محور آغاز کرد. لشکر ۱۰ زرهی ارتش عراق توانست در طی ۶ روز ۸۰ کیلومتر به داخل مرز ایران پیشروی کند و نیروهایش را در غرب رودخانه کرخه مستقر کند. لشکر ۱ مکانیزه عراق نیز با وجود مقاومتهای مردمی توانست ۱ هفته بعد در غرب کرخه مستقر شود. لشکر ۹ زرهی عراق با تصرف شهرهای بستان و سوسنگرد و ارتفاعات الله‌اکبر، پیشروی خود را به سمت اهواز ادامه داد. لشکر ۵ مکانیزه عراق بعد از تصرف پادگان حمید و قطع جاده خرمشهر-اهواز، در ۱۵ کیلومتری جنوب غربی اهواز استقرار یافت. از طرفی با عبور لشکر ۳ زرهی از رودخانه کرخه و قطع جاده آبادان-اهواز محاصره خرمشهر و آبادان تکمیل گردید.
ولی سه ستون زرهی عراقی که برای تصرف خرمشهر اعزام شده بودند، با مقاومت ناهماهنگ و خودجوش مردم این شهر مواجه شدند و در کمین حدود ۳۰۰۰ غیرنظامی‌ای افتادند که با سلاح‌های ناچیزی همچون تفنگ ام۱ گاراند، نارنجک و کوکتل مولوتوف در مقابل تجاوز ارتش عراق مقاومت می‌کردند. بیشتر نیروهای مقاومت خرمشهر با وجود آموزش نظامی ناچیز انگیزه بسیار زیادی برای جنگیدن داشتند. این نیروها موفق شدند جلوی پیشروی سریع ارتش عراق را بگیرند و عراق در همان مرحله اول جنگ، در رسیدن به اهداف خود ناکام ماند و درگیر یک نبرد خانه به خانه در کوچه‌های خرمشهر شد. و پس از آن نیز عراق به مدت سه هفته درگیر نبردهای خیابانی با گردان تکاوران دریایی بوشهر در این شهر بود. در ایران برای مدت‌ها خرمشهر به احترام مقاومت و نبرد شهروندان این شهر، «خونین‌شهر» نامیده می‌شد. سرانجام با ملحق شدن نیروهای تازه‌نفس لشکر ۱۱ پیاده عراق به نیروهای محاصره‌کننده درگیر در خرمشهر، این شهر سقوط کرد.
عراق ابتدا برای اشغال خرمشهر دو گردان فرستاده بود، اما با مقاومت نیروهای ایرانی مجبور شد بیش از دو لشکر اعزام کند. پل خرمشهر روز دوم آبان ۵۹ مسدود شد و ورود و خروج به شهر پس از آن به آسانی میسر نبود. عراق این روز را تصرف خرمشهر دانست در حالی که «مقاومت نیروها ادامه داشت و دشمن نتوانسته بود بر تمامی شهر تسلط یابد.» نهایتاً، تصرف خرمشهر ۳۴ روز به طول انجامید و در درگیری‌ها هر دو طرف حدود ۷۰۰۰ کشته و زخمی دادند.

## گاهشماری نبرد خرمشهر
| تاریخ     | رویداد |
| --------- | --- |
| ۳۱ شهریور | شروع حمله عراق: حملات هوایی عراق به پاسگاه‌های مرزی، جاده شلمچه، جاده خرمشهر ـ اهواز و حاشیه رودخانه کارون. |
| ۱ مهر     | ورود و استقرار تکاوران به آبادان و خرمشهر تلاش عراق برای تصرف پاسگاه‌های مرزی خرمشهر و بمباران هوایی اسکله شماره ۷ |
| ۲ مهر     | بمباران هوایی، آتش شدید توپ‌ها و تانک‌های عراق، حرکت کماندوهای عراقی در جاده شلمچه به سمت پل نو، پیشروی نیروهای زرهی عراق از شمال سیل‌بند عرایض به سمت جاده خرمشهر ـ اهواز اعزام گروهان یکم تکاور ارتش ایران به جاده خرمشهر-اهواز و در اطراف سد ارایض به فرماندهی ناخدا سوم فتح‌الله عسگری، مجروحیت دو تکاور طی ۴۸ ساعت درگیری و کشته شدن یکی از آنها. برگشتن گروهان یکم به اطراف جاده شلمچه به علت فشار زیاد عراق و آموزش نیروهای مردمی به وسیله تکاوران |
| ۳–۴ مهر   | ورود عراق به خرمشهر از سه محور شمالی (جاده خرمشهر ـ اهواز)، شمال غربی (حد فاصل جاده اهواز ـ شلمچه) و غربی (جاده شلمچه)، تشدید آتش عراق بر پادگان دژ، تخلیه مهمات و اسلحه از آن، محاصره پادگان توسط تانک‌های عراقی، توقف گردان ۱۶۵ پیاده زرهی عراق، تخلیه دژها، حمله حدود ۱۵ فروند میگ عراقی به خرمشهر، تخریب بخشی از بیمارستان مصدق، درگیری اصلی در حوالی پاسگاه شلمچه، فشار عراق برای عبور از پل نو و ورود به خرمشهر با تانک و نفرات. مقاومت مردمی و مقاومت پاسداران و تکاوران. آزاد شدن پاسگاه شلمچه و عقب راندن عراق تا پاسگاه خودش و به اسارت گرفتن ۲۰ نفر از نیروهای عراق. |
| ۵ مهر     | هجوم ارتش عراق از محور شمالی تا نزدیک پادگان دژ و از محور غربی درگیری سنگین با عراق، عقب‌نشینی تاکتیکی ایرانی‌ها از شلمچه تا یک کیلومتری پل نو و آزاد کردن اسرای عراقی. مبارزه با جاسوسان و بازداشت افراد مشکوک و سارقین منازل |
| ۶ مهر     | پیشروی نیروهای پیاده، مکانیزه و زرهی عراق از غرب تا شمال خرمشهر (از نزدیکی اروندرود تا نزدیکی رود کارون) دریافت دستور به نیروهای ایرانی برای مأموریت برون‌مرزی و شناسایی و از کار انداختن محل استقرار رادار و سکوهای پرتاب موشک عراق در منطقه اروندرود. |
| ۷–۸ مهر   | آتش سنگین عراق بر محورهای پل نو، پلیس راه، پادگان دژ، حرکت نیروهای زرهی عراق از شمال به سوی دوربند، تغییر خط سیر عراق از روی سد ارایض به سمت چپ و قطع کردن جاده خرمشهر به اهواز در بالای پاسگاه پلیس راه. پل زدن عراق برای عبور از کارون و رسیدن به بالای مارد. درگیری تکاوران ایرانی با عراق به وسیله موشک تاو، تفنگ ۱۰۶ و خمپاره ۱۲۰ و آر پی جی. مصرف ۲۰ کامیون مهمات و عقب‌نشینی به علت آتشباری سنگین توپخانه عراق. |
| ۸ مهر     | فشار عراق برای ورود به خرمشهر از محور شلمچه، جاده خرمشهر-اهواز، محور و سیل‌بند ارایض با تانک و نفربر. آتش سنگین توپخانه عراق بر پادگان دژ، درگیری شدید تکاوران و نیروهای مردمی با عراق. به آتش کشیدن دو دستگاه تانک و یک نفربر در حوالی در سنتاب و عقب‌نشینی پنج تانک از آن جا. درخواست از نیروهای هوایی برای کمک و عقب راندن بیش از ۳۰۰ تانک و نفربر بر اثر بمباران فانتوم‌ها و تعقیب و شکار نیروی زرهی عراق در حال عقب‌نشینی |
| ۹ مهر     | عبور نیروهای عراقی از پل نو و ورود به محلات خرمشهر از جمله راه‌آهن. نخستین هجوم عراق به بندر و گمرک، پیشروی عراق در جاده شلمچه تا کشتارگاه، پیشروی عراق به سمت جاده خرمشهر-اهواز، پادگان دژ، رودخانه کارون و پلیس راه، بمباران هوایی عراق بر خرمشهر دریافت ۲۰۰ قبضه آر.پی.جی از بوشهر و آموزش دادن نیروهای مردمی ایرانی برای استفاده از آن‌ها در دسته‌های ۱۰ و ۲۰ نفری |
| ۱۰ مهر    | حمله عراق از منطقه دوربند، تصرف پلیس راه، عقب نشینی عراق در این محور، درگیری نزدیک در خانه‌های پیش‌ساخته موضع گرفتن نیروهای زرهی، مکانیزه و پیاده عراق از کشتارگاه تا صد دستگاه، آتش سنگین در فلکه راه آهن، درگیری در کشتارگاه. حمله به مدرسه دریابد رسایی، تلفات نیروهای مدافع خرمشهر. |
| ۱۱ مهر    | محاصره خرمشهر از اروند تا کارون، تلاش عراق برای اشغال خرمشهر، پیشروی در محور بندر، تصرف مسجدی در محدوده بندر، حرکت نیروهای عراقی به سوی پادگان دژ و عبور از کارون. |
| ۱۲ مهر    | شبیخون عراقی‌ها به پادگان دژ، سربریدن افسر حاضر در پادگان انتقال توپخانه ایران از شمال خرمشهر به شرق کارون به کمک سروان اسفندیاری. |
| ۱۳ مهر    | پیشروی عراق در محور بندر تا ساختمان هماهنگی بندر (سی.بی.اس) و پیشروی تا نزدیکی‌های پادگان دژ، بمباران و آتش سنگین توپخانه عراق بر خرمشهر. تک شبانه به مقر لشکر ۳ عراق با ۳۰۰ تکاور و عقب راندن ۴ کیلومتری آن‌ها |
| ۱۴ مهر    | درگیری با نیروهای عراقی در کوی بندر و عقب راندن آنان از ساختمان هماهنگی بندر (سی.بی.اس) |
| ۱۵–۱۷ مهر | فشار و پیشروی عراق از سه محور بندر، جاده شلمچه و خانه‌های پیش ساخته، ورود لشکر عراق به دروازه خرمشهر و پیشروی تا مسجد نو (تعویض نیروی تازه‌نفس هر ۴۸ ساعت)؛ و دریافت یک قبضه هویتزر قدیمی و از رده خارج توسط مدافعین شهر. |
| ۱۸ مهر    | ادامه پیشروی های عراق، پل‌زدن عراق روی کارون و رسیدن به تلمبه‌خانه مارد، اشغال جاده اهواز به آبادان، ورود گروهان ۱۲۰ نفره از کمیته‌های تهران و خروج آن‌ها از شهر طی ۴۸ ساعت، نابودی و غارت صدها ماشین خارجی موجود در گمرک خرمشهر به وسیله نیروی عراقی، بمباران پادگان دژ |
| ۱۹ مهر    | ادامه مقاومت مدافعان شهر، حوالی دوربند در محور شلمچه-خرمشهر و شمال پادگان دژ |
| ۲۰ مهر    | درگیری‌های شدید در محور جاده شلمچه، راه‌آهن، کشتارگاه و گمرک. درگیری در کوی طالقانی تا شب و اشغال شبانه قسمتی دیگری از شهر. |
| ۲۱–۲۲ مهر | پیشروی نیروهای عراقی در محور بندر، درگیری‌ها در کشتارگاه، پادگان دژ و گمرک اشغال بخش غربی شهر شامل پلیس راه و ساختمان‌های پیش ساخته تا ایستگاه راه آهن، ورود نخستین ستون نیروهای عراقی به کوی طالقانی سقوط بندر، میدان کشتارگاه، میدان راه آهن (جانباز)، کشته و زخمی شدن ده‌ها تن از مدافعان |
| ۲۳ مهر    | پیشروی دشمن از سه محور راه آهن، پلیس راه و گمرک، شبیخون عراقی‌ها به پادگان دژ ورود یک گردان تکاور ۲۷۰ نفری از منجیل به آبادان برای جایگزینی با گردان یکم تکاور مستقر در خرمشهر و سه گروهان دریافر به آبادان با سلاح‌های سبک و رسیدن عراق به جاده آبادان-ماهشهر و اشغال آن. |
| ۲۴ مهر    | ورود تانک‌ها و نفربرهای عراق به شهر، محاصره پلیس راه توسط تانک‌ها، ورود تکاوران و نیروهای عراقی به کوی طالقانی و تسلط بر بخش اعظم آن، اشغال پادگان دژ، اشغال بندر، اداره بندر، گمرک و راه‌آهن اوج درگیری در خیابان ۴۰ متری، اضافه شدن تیپ شش زرهی به نیروهای هجومی عراق برای تصرف فرمانداری و تسلط بر پل خرمشهر-آبادان. انهدام ۹ تانک و ۱۲ نفربر عراقی با آر پی جی، جایگزین شدن پنج گردان تکاور به جای نیروی زرهی عراق و زخمی شدن ۲۰ تکاور ایرانی. |
| ۲۵–۳۰ مهر | تقسیم شدن تکاوران و نیروهای مردمی به گروه‌های پنج‌نفری و شکار تانک، درگیری شدید در محله‌های کشتارگاه، راه‌آهن، بندر، گمرک، خیابان ۴۰ متری، اطراف فرمانداری، کوی طالقانی و خیابان کمربندی به صورت تن به تن، ادامه مقاومت و درگیری‌های کوچه به کوچه و خانه به خانه پیشروی نیروهای عراقی به فلکه آتش‌نشانی، خیابان‌های اطراف گل فروشی، خیابان آرش و عشایر و نبردهای خیابانی، بمباران هوایی شهر و زیر آتش گرفتن مسجد جامع توسط عراق |
| ۱–۳ آبان  | حملات شدید عراق به شهر با توپخانه و موشک، آتش سوزی بازار، از دست رفتن دیگر نقاط شهر مانند خیابان آرش، خیابان عشایر، فرمانداری و ساختمان‌های مجاور تسلط یگان‌های زرهی و پیاده عراق بر بخش شمالی پل خرمشهر و زیر آتش گرفتن آن کمبود آذوقه، آب و مهمات و قطع ارتباط مدافعان با نیروهای پشتیبانی در آبادان |
| ۳ آبان    | دستور شفاهی از طریق بی‌سیم برای عقب‌نشینی به ساحل شرقی رود کارون و تخلیه شهر |
| ۴ آبان    | سقوط شهر و اشغال خرمشهر توسط عراق |

## تخلیه شهر

آخرین مقاومت‌های نیروهای داوطلب پیش از سقوط خرمشهر

تکاوران گردان یکم نیروی دریایی در خرمشهر

تکاوران گردان یکم نیروی دریایی در خرمشهر

حبیب الله سیاری به همراه تکاوران گردان یکم نیروی دریایی ارتش ایران

در روز سوم آبان ماه ۱۳۵۹، عراقی‌ها با استقرار در ساختمان فرمانداری خرمشهر و دیگر ساختمان‌های مجاور، پل خرمشهر را زیر آتش خمپاره‌اندازها و تیربارهای سنگین خود گرفتند و مانع تردد قایق در رودخانه کارون نیز شدند. تعدادی از واحدهای عراقی به ۳۰ متری مسجد جامع رسیدند. پس از مدتی درگیری، با فرارسیدن شب، مدافعان دستور عقب‌نشینی و ترک شهر را دریافت کردند.
ناخدا یکم هوشنگ صمدی در کتاب خاطراتش روایت کرده‌است:
«... بعد از ظهر روز سوم آبان سرهنگ حسین حسنی سعدی با بیسیم به من دستور داد خرمشهر را تخلیه کنم و به آبادان عقب بنشینم. عین سخنان ایشان این بود: «جناب ناخدا صمدی! آماده باشید که عقب‌نشینی کنید!» فرمان شفاهی و از طریق بیسیم به من ابلاغ شد. هیچ فرمان کتبی در کار نبود. دو سه روزی بود ارتباط ما با آبادان قطع شده و دیگر هیچ رفت‌وآمدی از طریق پل خرمشهر به آبادان صورت نمی‌گرفت. از سرهنگ حسنی سعدی پرسیدم: «برای چه عقب‌نشینی کنیم؟»، فرمودند: «دستور این است!»، ادامه دادم: «با چه وسیله‌ای و چطور عقب‌نشینی کنیم؟» گفتند:«برایتان قایق می‌فرستم!».
...جناب سرهنگ حسنی سعدی هم به قولشان وفا کردند و ساعت حدود ۹  یا ۱۰ شب، ۱۰ فروند قایق هشت نفره برای تخلیه نیروهای مقاومت و مردم عادی به ساحل خرمشهر فرستادند. تخلیه از حدود ۱۱ شب شروع شد. کار تخلیه مردم عادی خیلی وقت‌گیر بود. اول مردم عادی و سربازهای سرگردان را ۱۰ نفر ۱۰ نفر سوار قایق کردیم و از رودخانه کارون عبور دادیم. نیروهای بومی گریه می‌کردند. از گردان «۲۷۰ نفره» ناخدا داریوش ضرغامی فقط ۱۷ نفر باقی مانده بودند با خود ایشان که به شدت گریه می‌کرد تخلیه شدند.

نمی‌توانم آمار دقیق و حتی تخمینی درباره تعداد کسانی که شهر را تخلیه کردند، بدهم، اما فکر می‌کنم در مجموع حدود ۵۰۰ نفری را تخلیه کردیم. برخی از تکاوران هم با شنا و گریان، از کارون عبور کردند و به آن طرف رودخانه رفتند. من و فرماندهان گروهان و دسته‌ها و پرسنل، کنار اسکله ایستاده بودیم و به مردمی که شهر را ترک می‌کردند، کمک می‌کردیم. تخلیه نیروها تا حدود صبح ادامه پیدا کرد.»— کتاب خاطرات هوشنگ صمدی

## بازپس‌گیری شهر

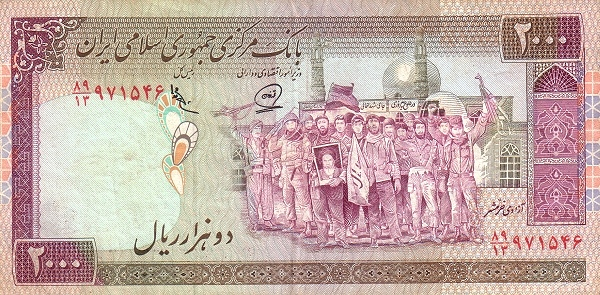
یادوارهٔ بازپس‌گیری خرمشهر بر روی اسکناس ۲۰۰ تومانی

شعارنویسی سربازهای عراقی بر دیوار خرمشهر، بعد از اشغال آن، به معنی «آمده ایم که بمانیم»

خرمشهر تا ۳ خرداد ۱۳۶۱ در اشغال نیروهای عراق باقی ماند و نهایتاً، با عملیات بیت المقدس توسط نیروهای ایران بازپس گرفته شد. آزادسازی خرمشهر در حقیقت از اهداف مرحله چهارم عملیات بیت‌المقدس بود. در ساعت ۲۲:۳۰ شامگاه شنبه، ۱ خردادماه ۱۳۶۱، مرحله چهارم این عملیات با اعلام رمز یا محمدبن‌عبدالله، از بی‌سیم فرماندهی قرارگاه مرکزی کربلا به واحدهای عمل‌کننده، با هدف آزادسازی خرمشهر آغاز شد. در پایان این نبرد علاوه بر پایان بخشیدن به ۱۹ ماه اشغال بخشی از حساس‌ترین مناطق خوزستان و آزادسازی خرمشهر، ضربه‌ای سنگین به توان رزمی و روحیه نیروهای عراقی وارد آمد. در جریان آزادسازی خرمشهر حدود ۱۶ هزار نیروی عراقی کشته و زخمی شدند و همچنین ۱۹ هزار نفر نیروی عراقی به اسارت نیروهای ایرانی درآمدند.

## اسناد ارتش و ستاد عملیات مشترک جنوب

دیوار نویسی سربازان عراقی، بر روی دیوار یکی از خانه‌های خرمشهر، قبل از آزادسازی خرمشهر.

بخشی از اسناد، حکم ارتشی سرهنگ حسین حسنی سعدی، فرمانده ستاد عملیات مشترک جنوب به ناخدا یکم هوشنگ صمدی، فرمانده تکاوران ارتشِ مستقر در خرمشهر است.

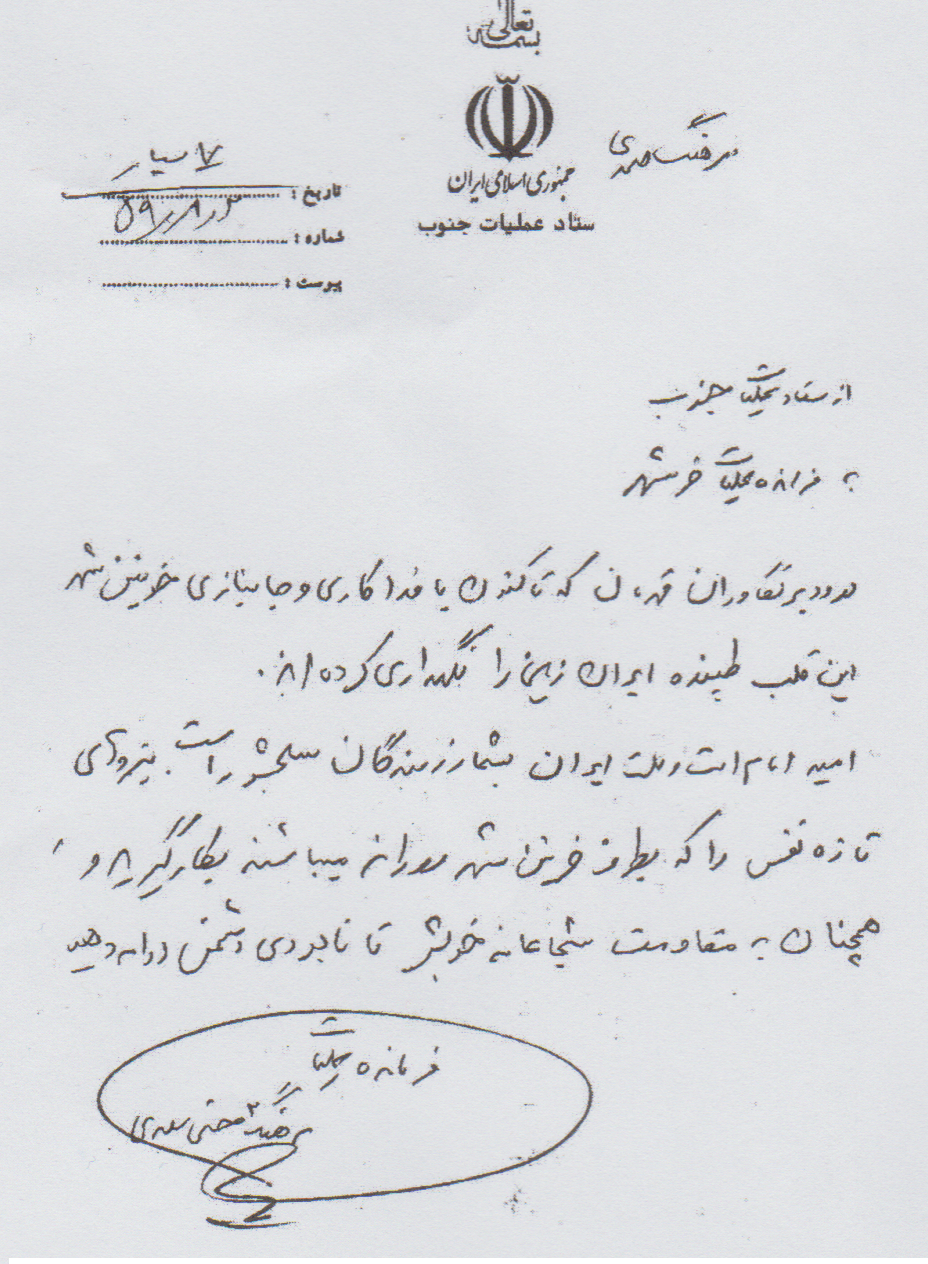
اسناد وزارت دفاع در دوران نبرد
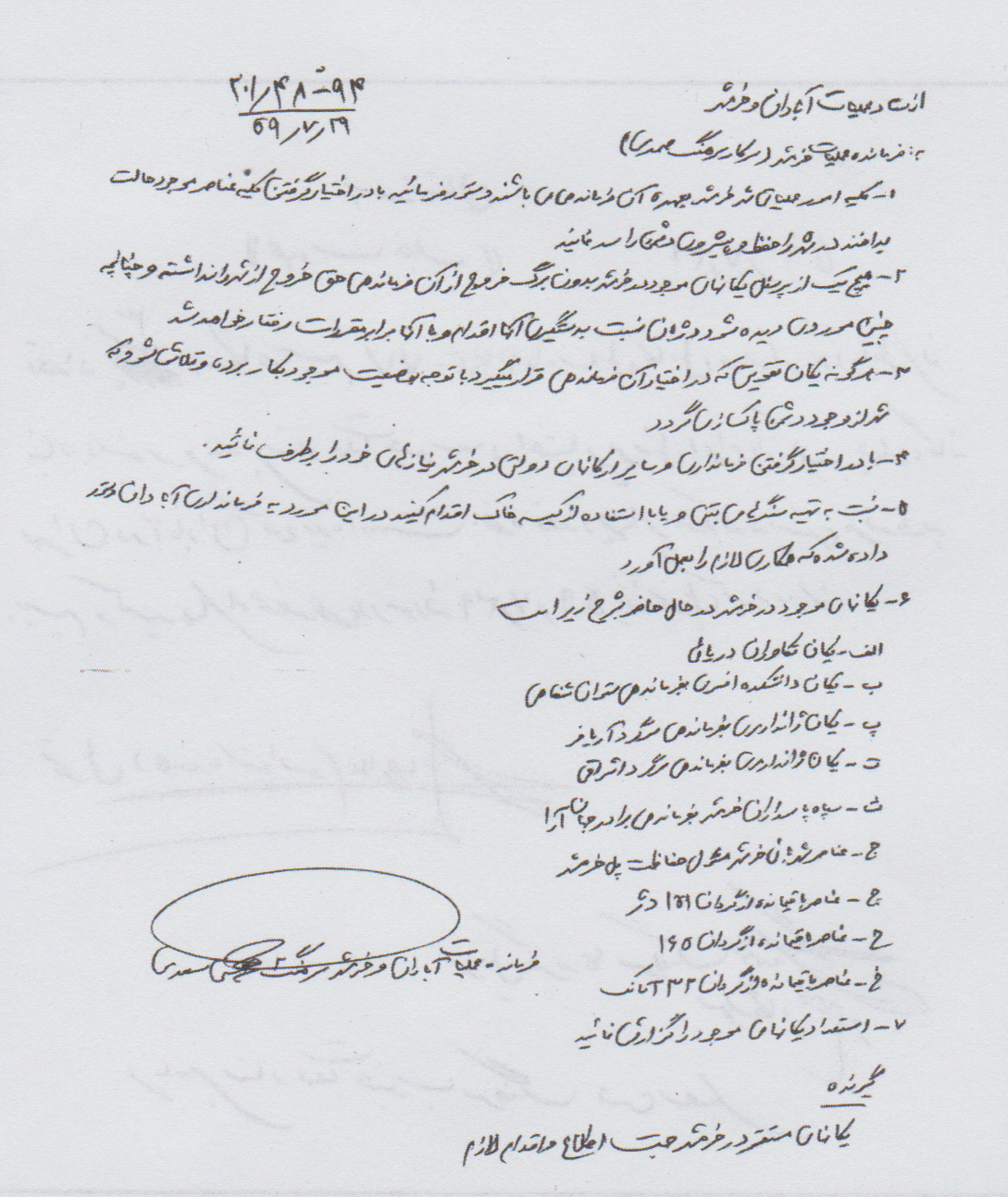
اسناد وزارت دفاع در دوران نبرد
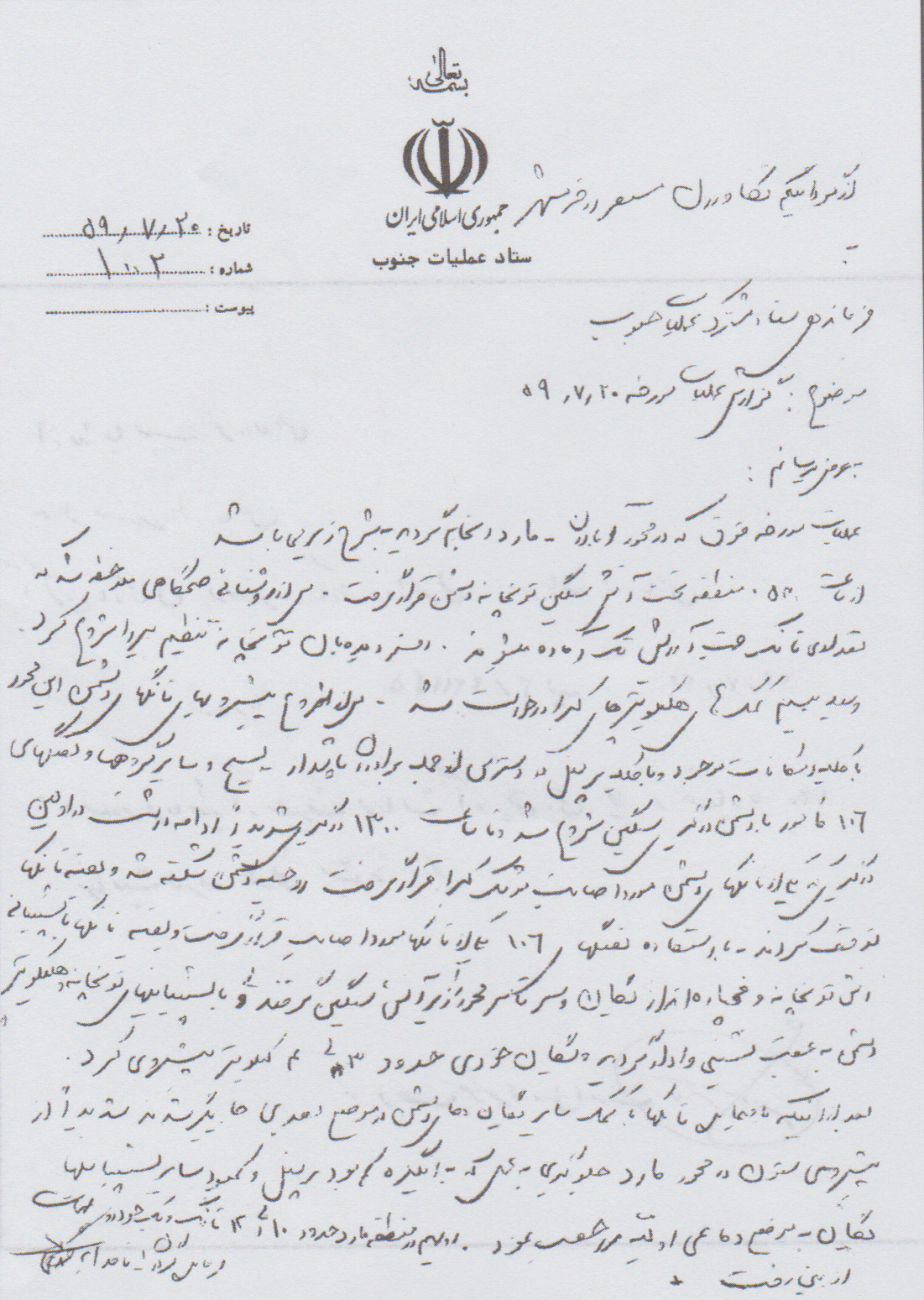
اسناد وزارت دفاع در دوران نبرد
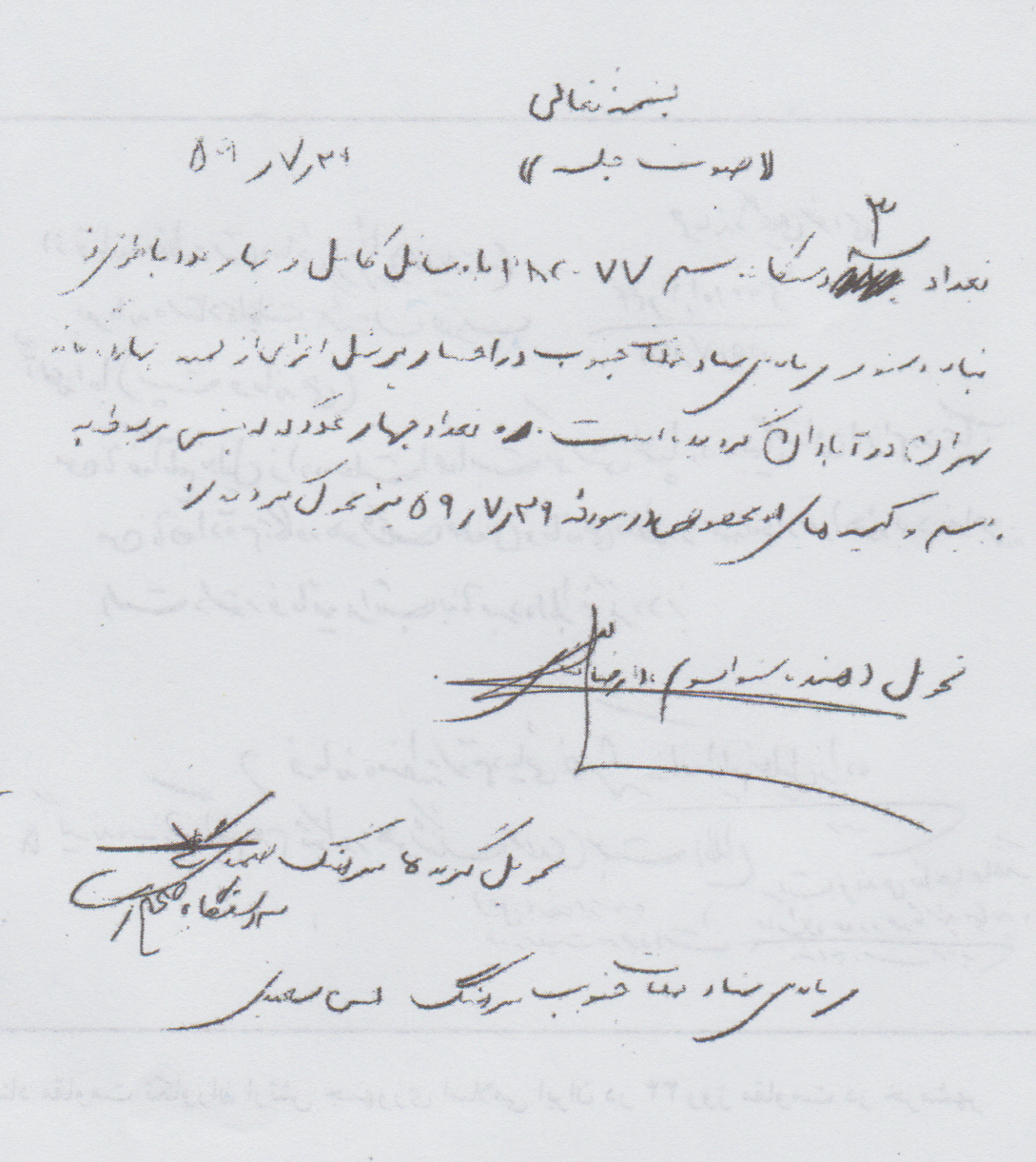
اسناد وزارت دفاع در دوران نبرد
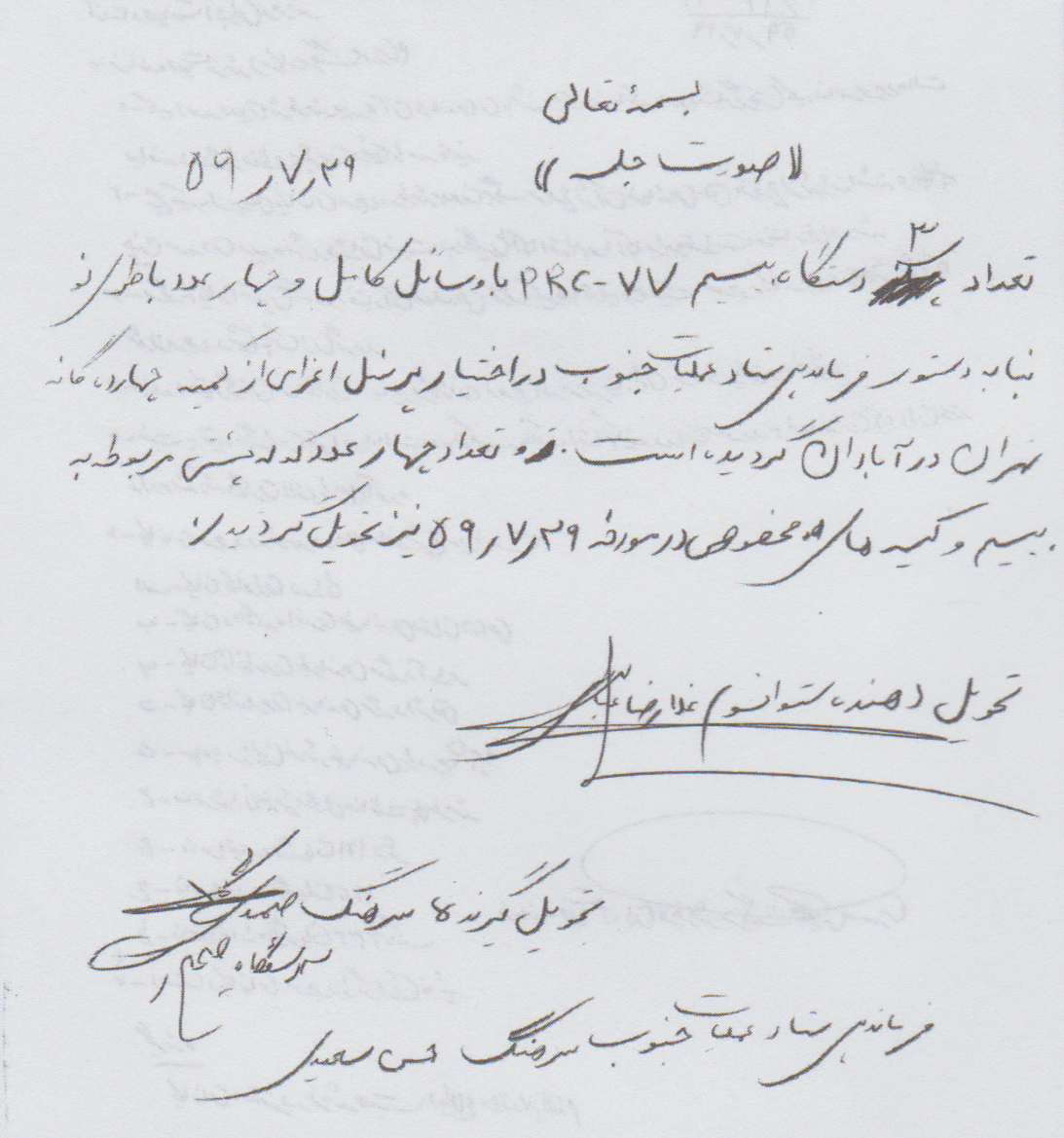
اسناد وزارت دفاع در دوران نبرد
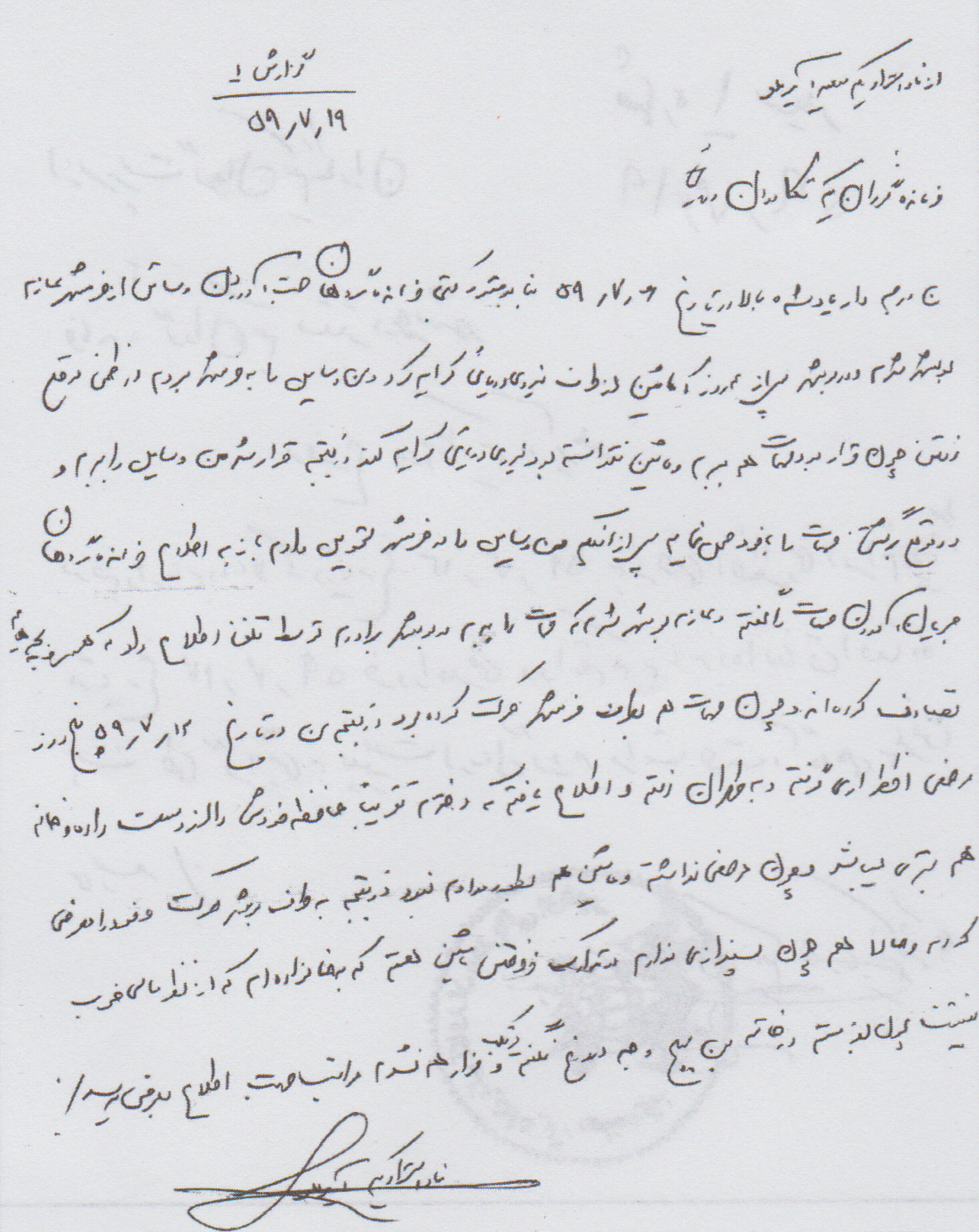
اسناد وزارت دفاع در دوران نبرد
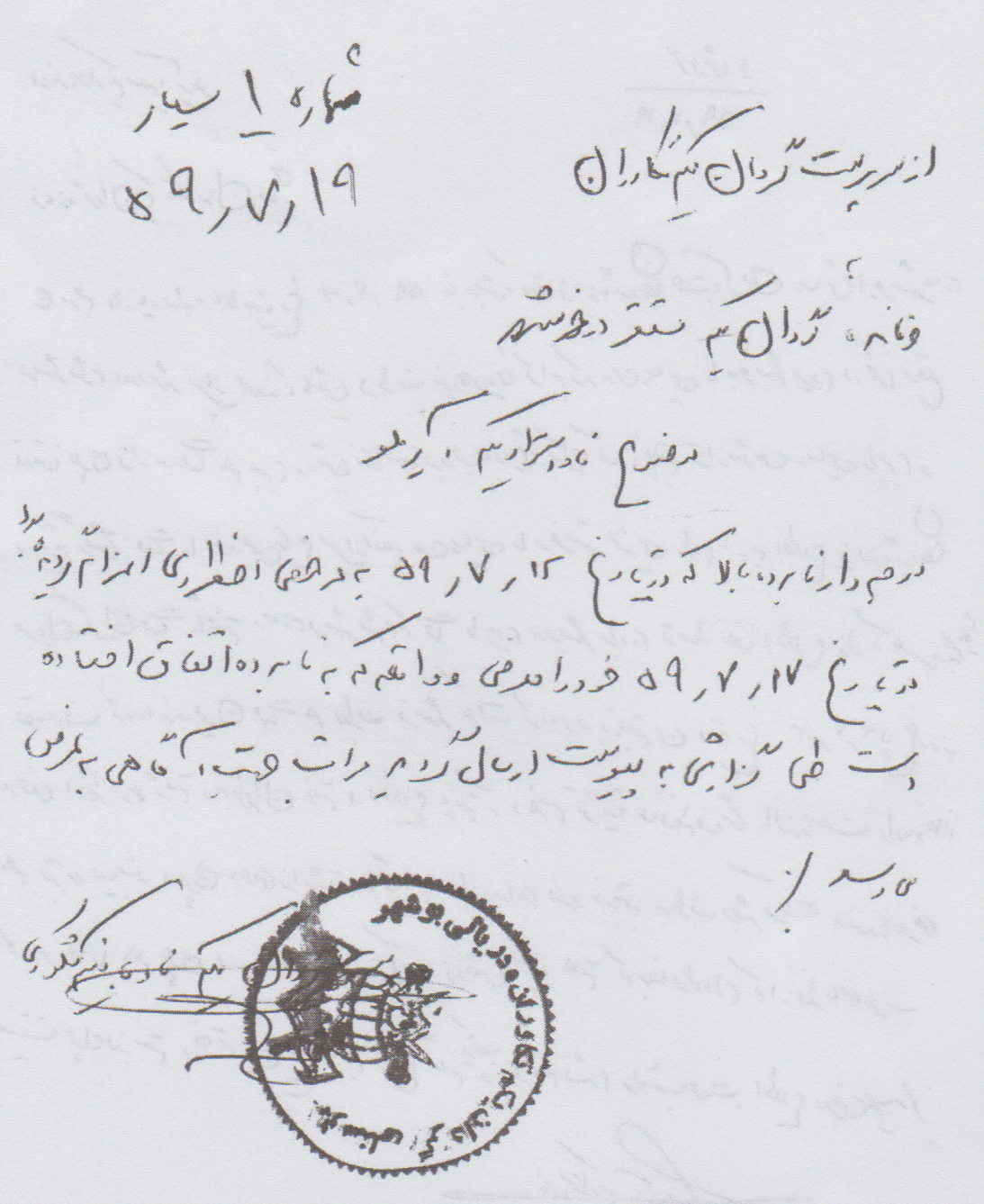
اسناد وزارت دفاع در دوران نبرد
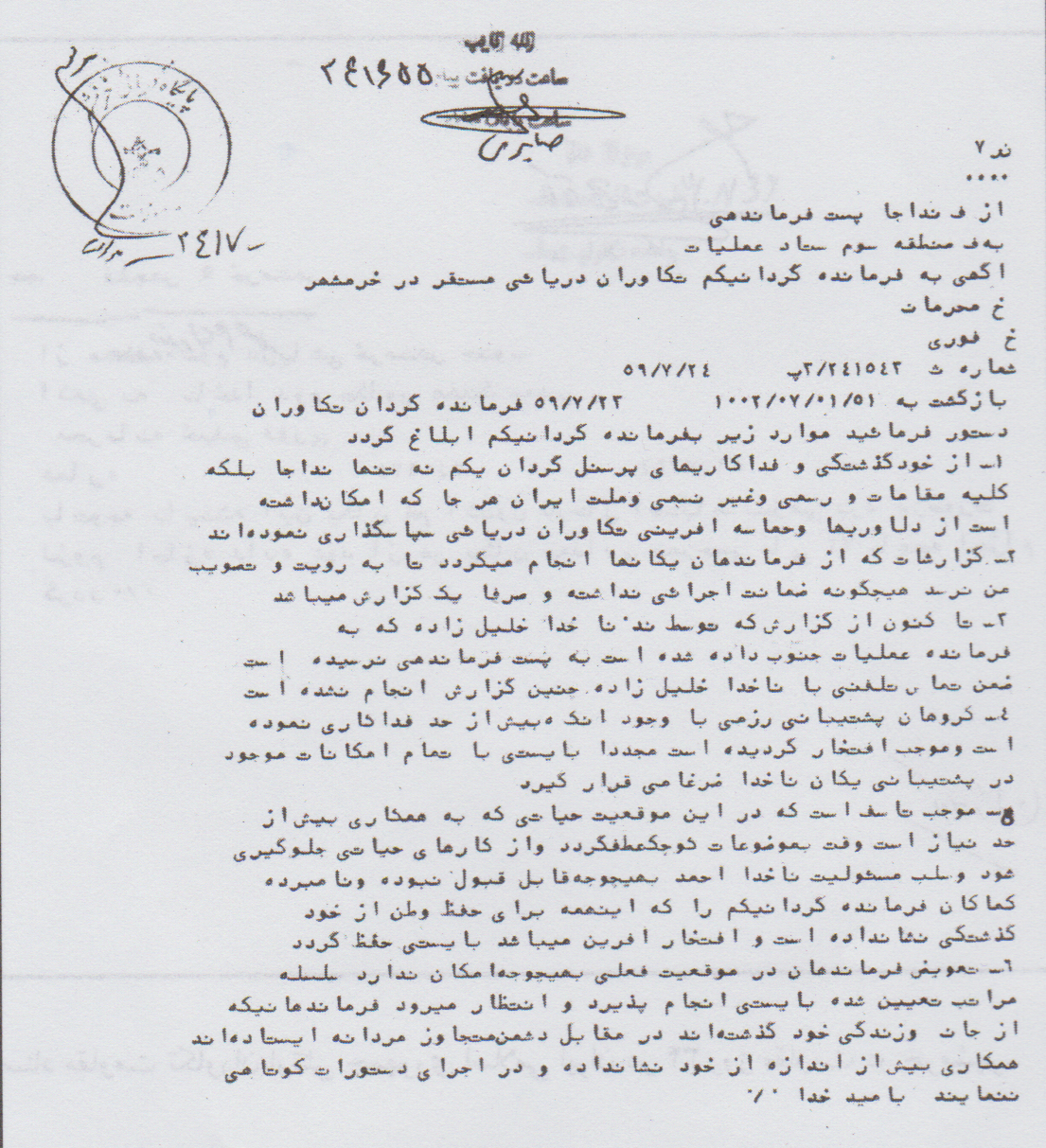
اسناد وزارت دفاع در دوران نبرد
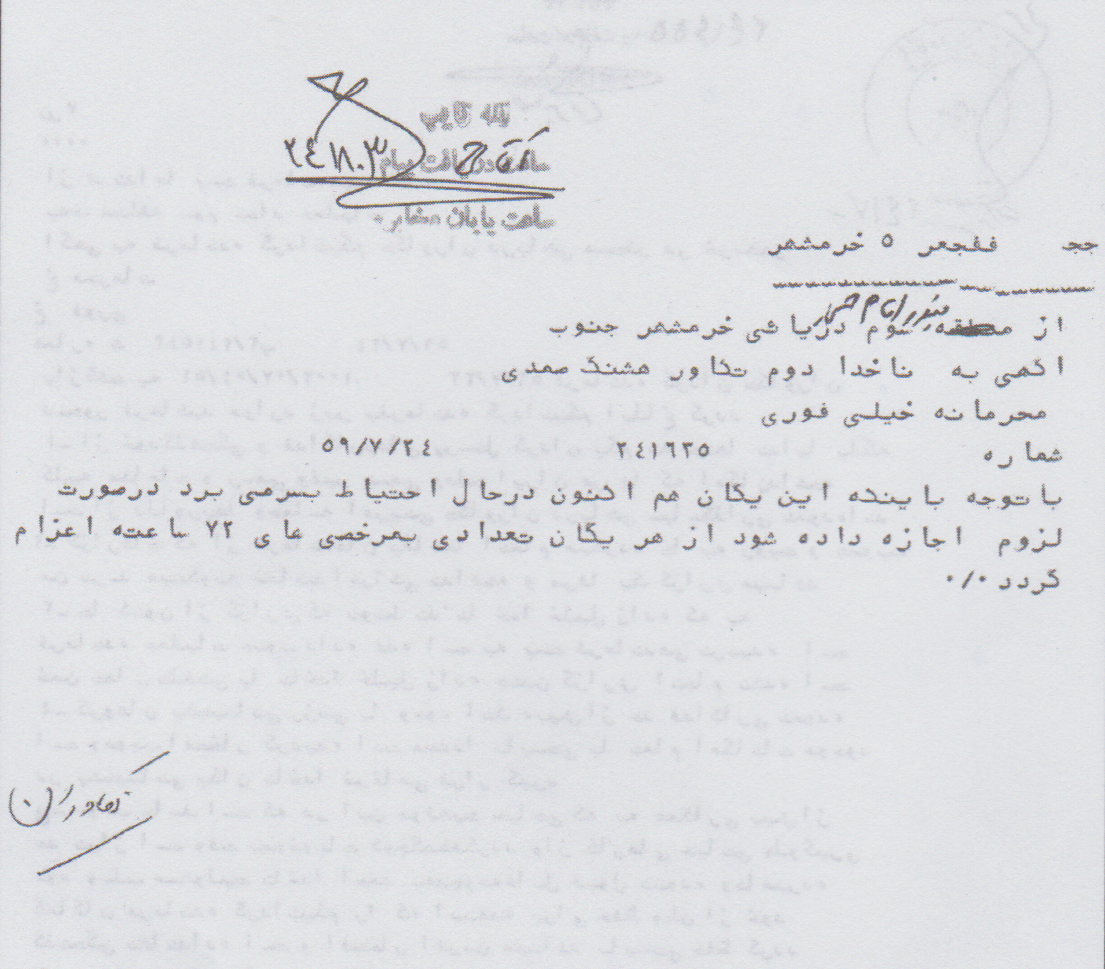
اسناد وزارت دفاع در دوران نبرد
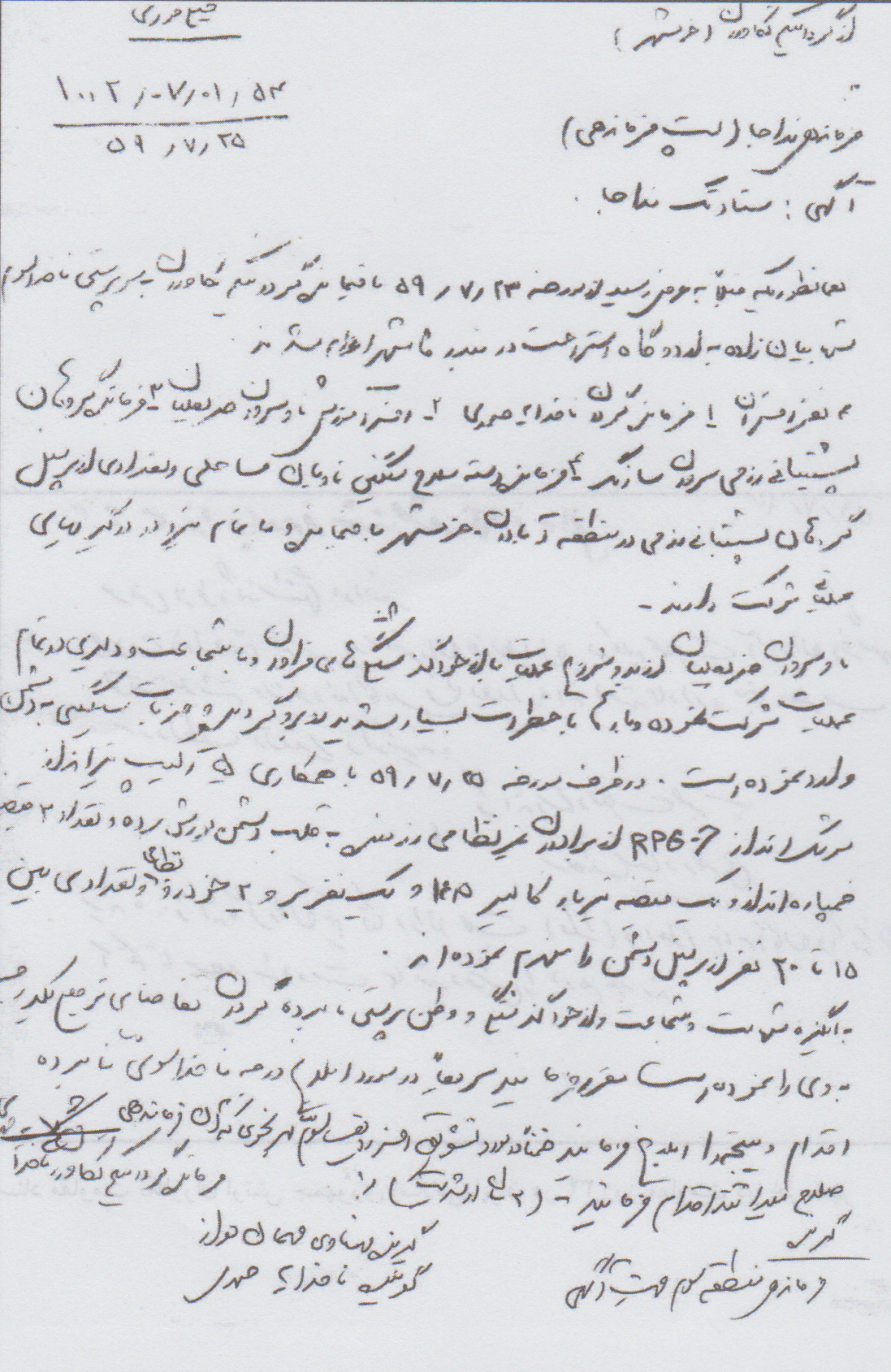
اسناد وزارت دفاع در دوران نبرد
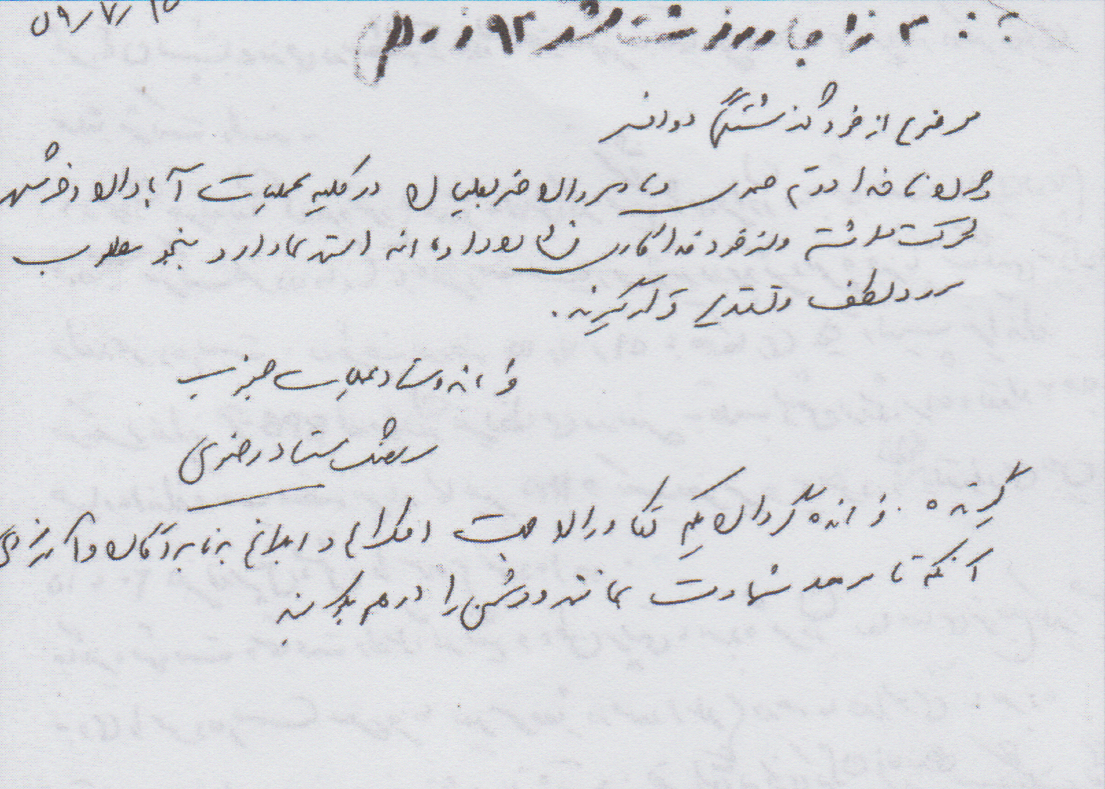
اسناد وزارت دفاع در دوران نبرد
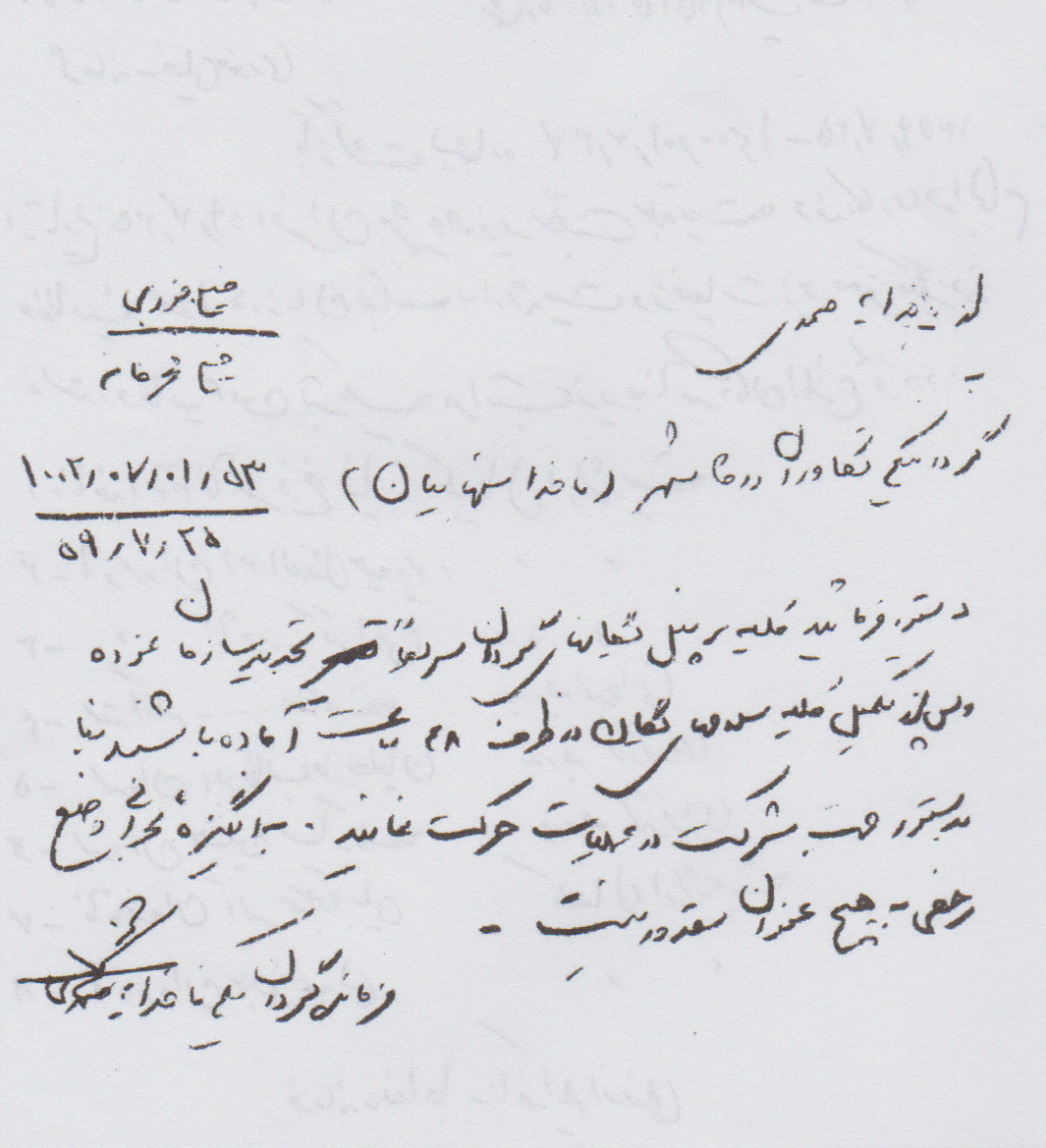
اسناد وزارت دفاع در دوران نبرد
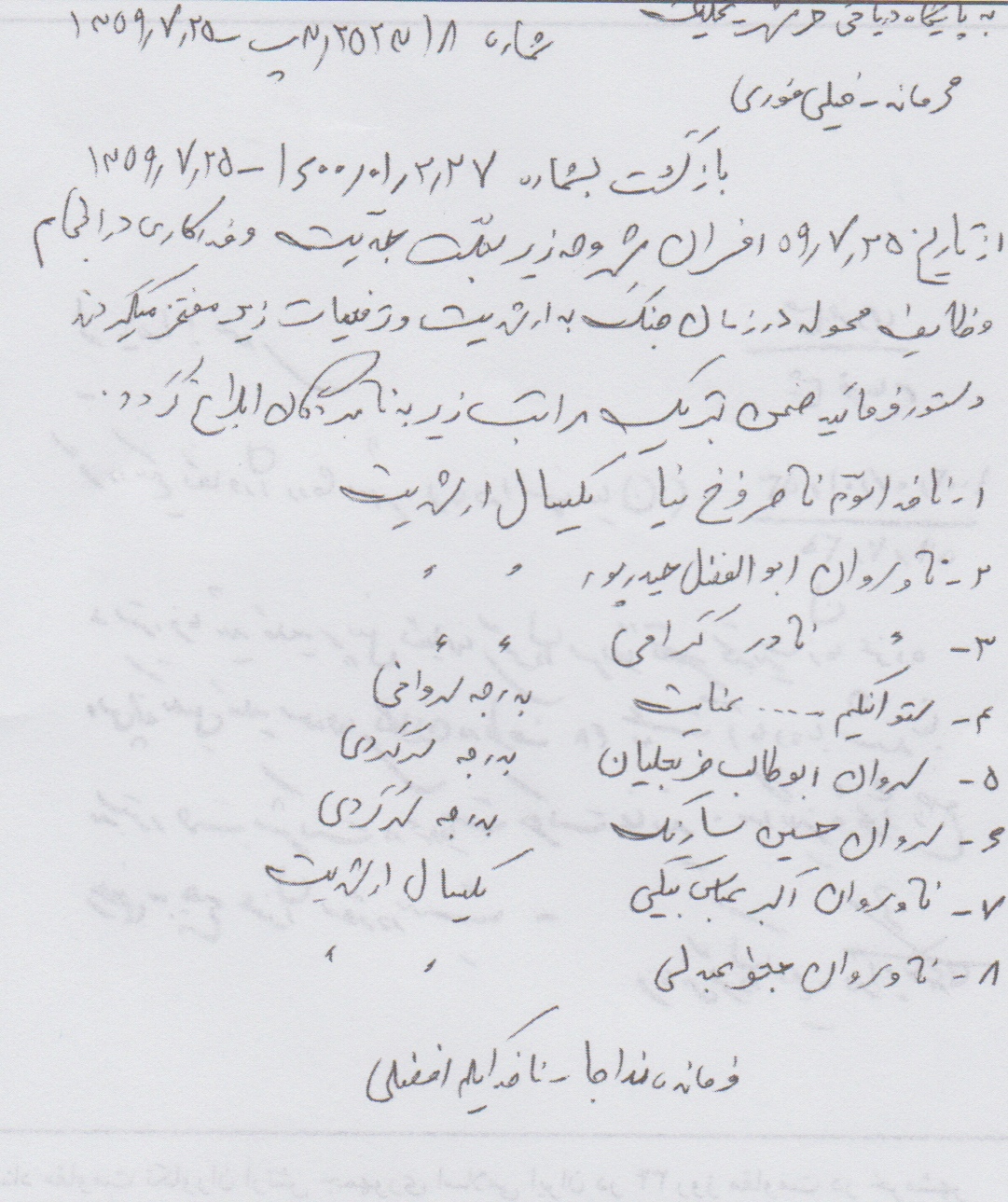
اسناد وزارت دفاع در دوران نبرد
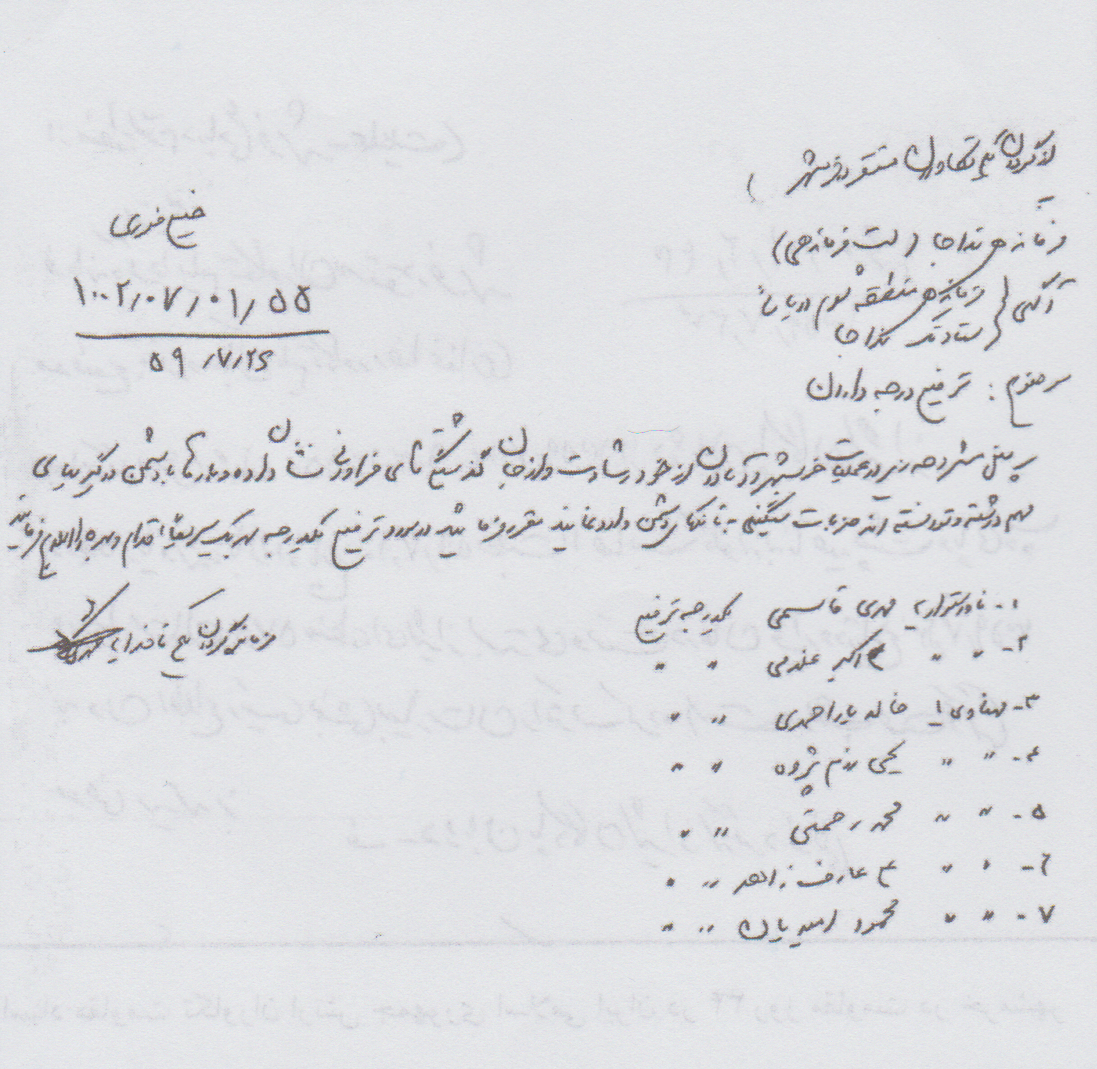
اسناد وزارت دفاع در دوران نبرد
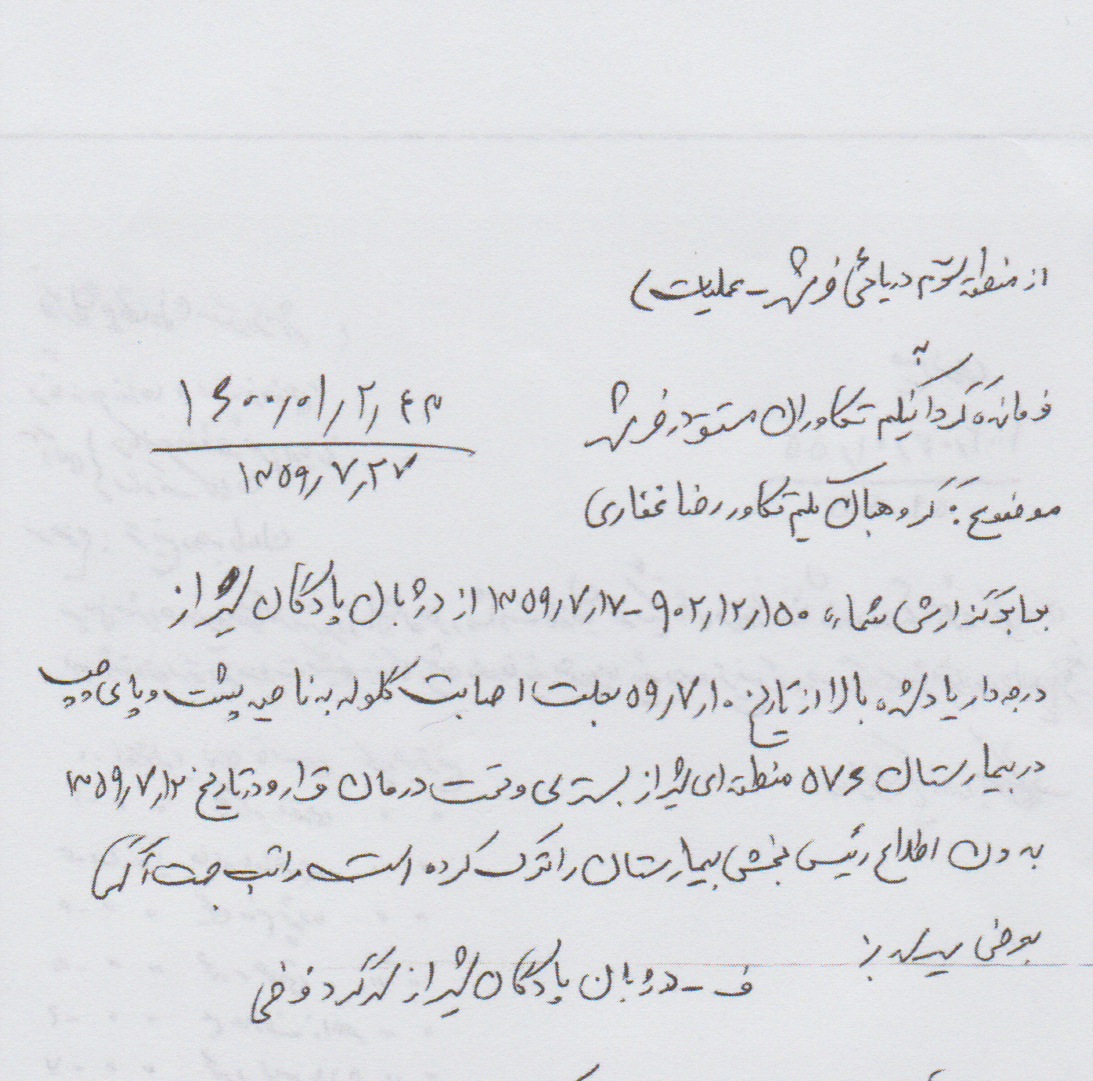
اسناد وزارت دفاع در دوران نبرد
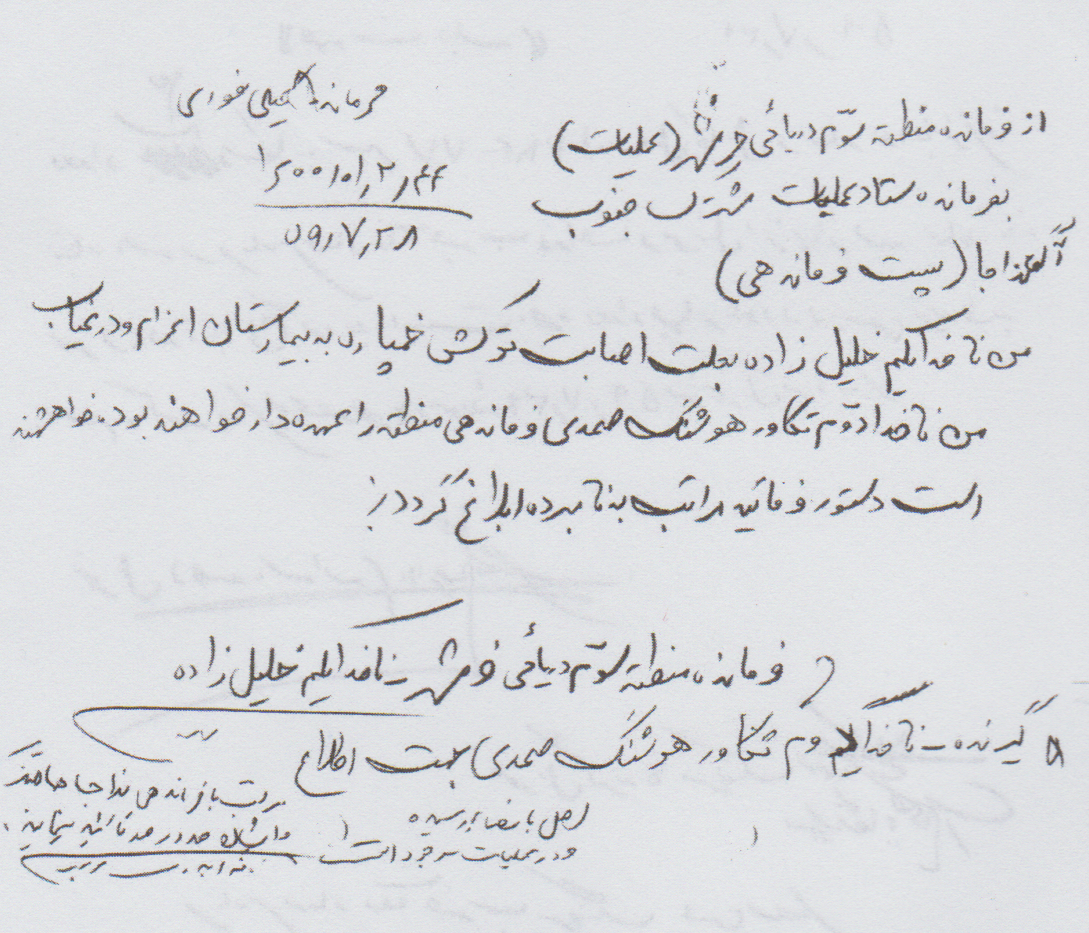
اسناد وزارت دفاع در دوران نبرد
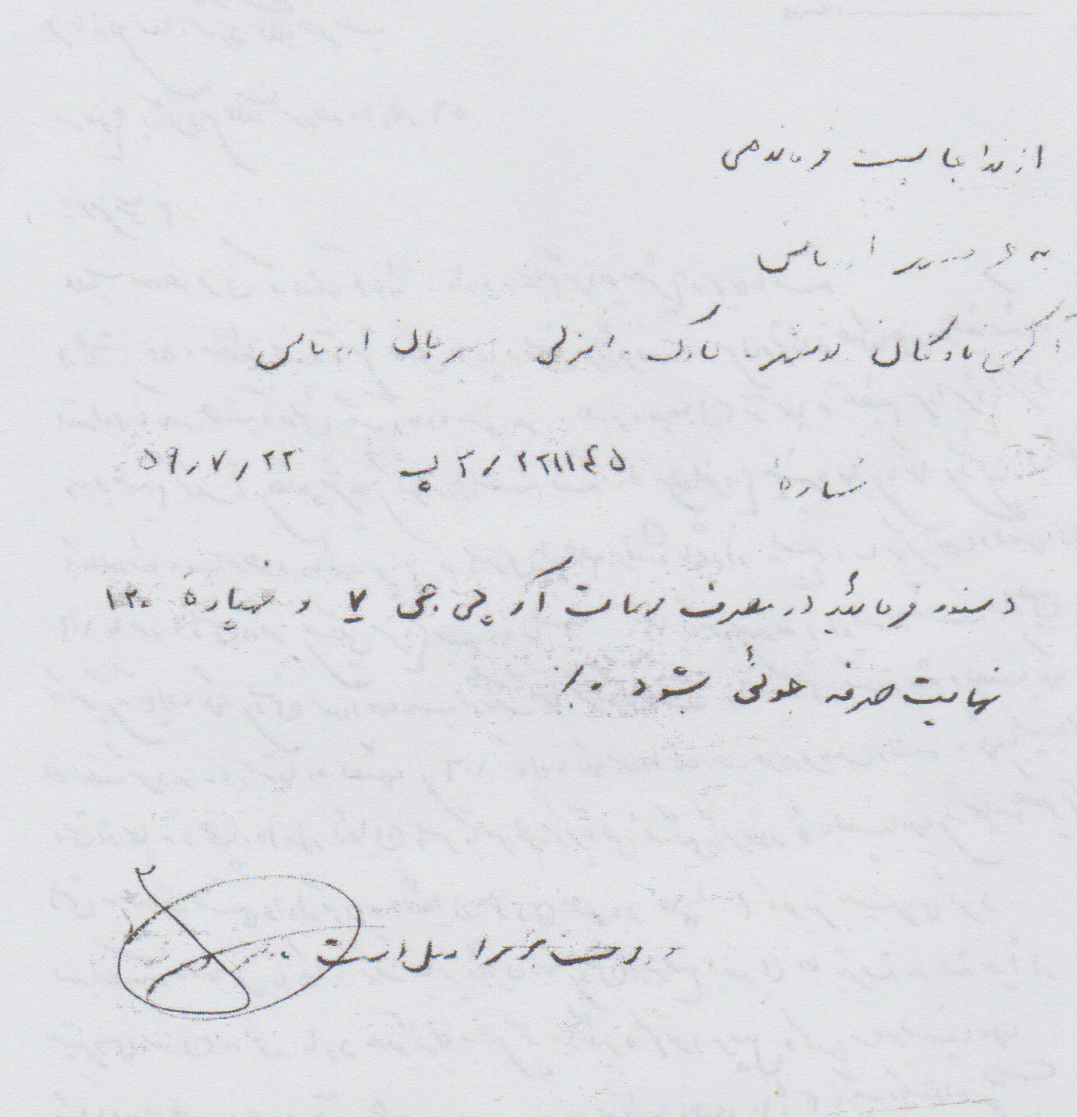
اسناد وزارت دفاع در دوران نبرد
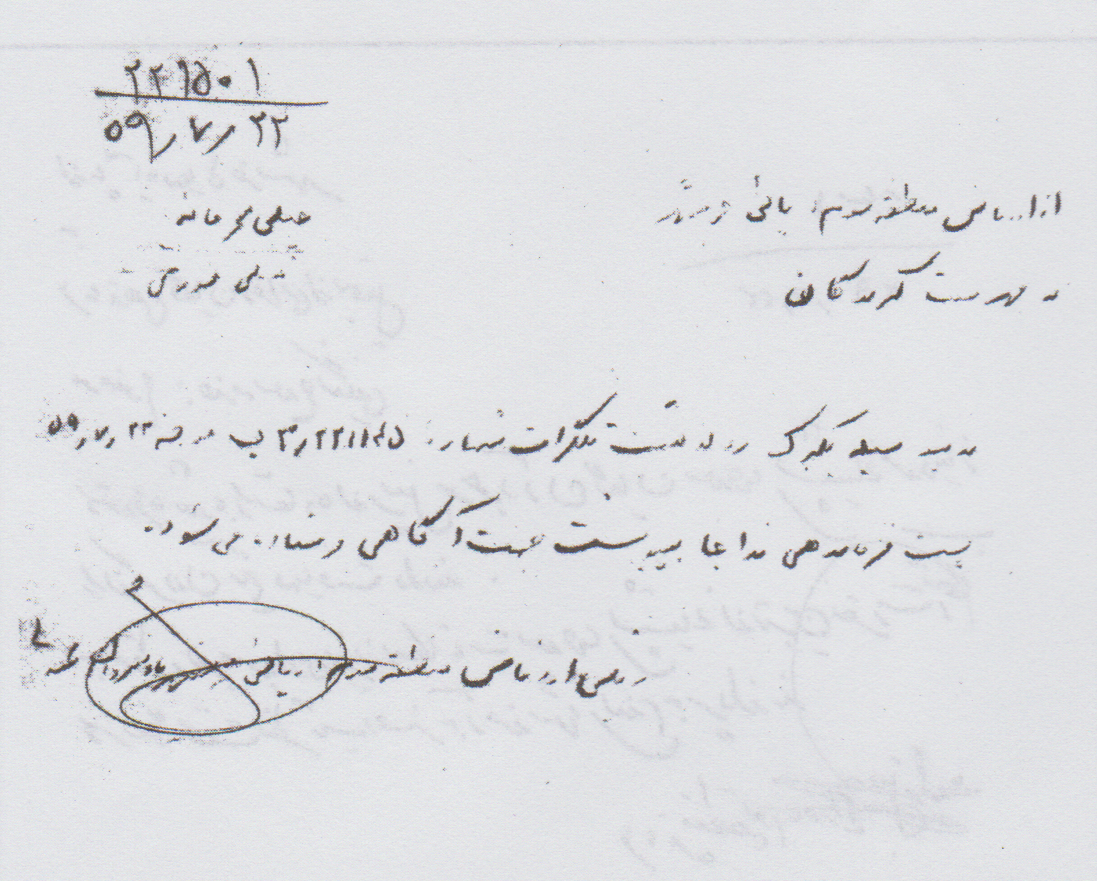
اسناد وزارت دفاع در دوران نبرد
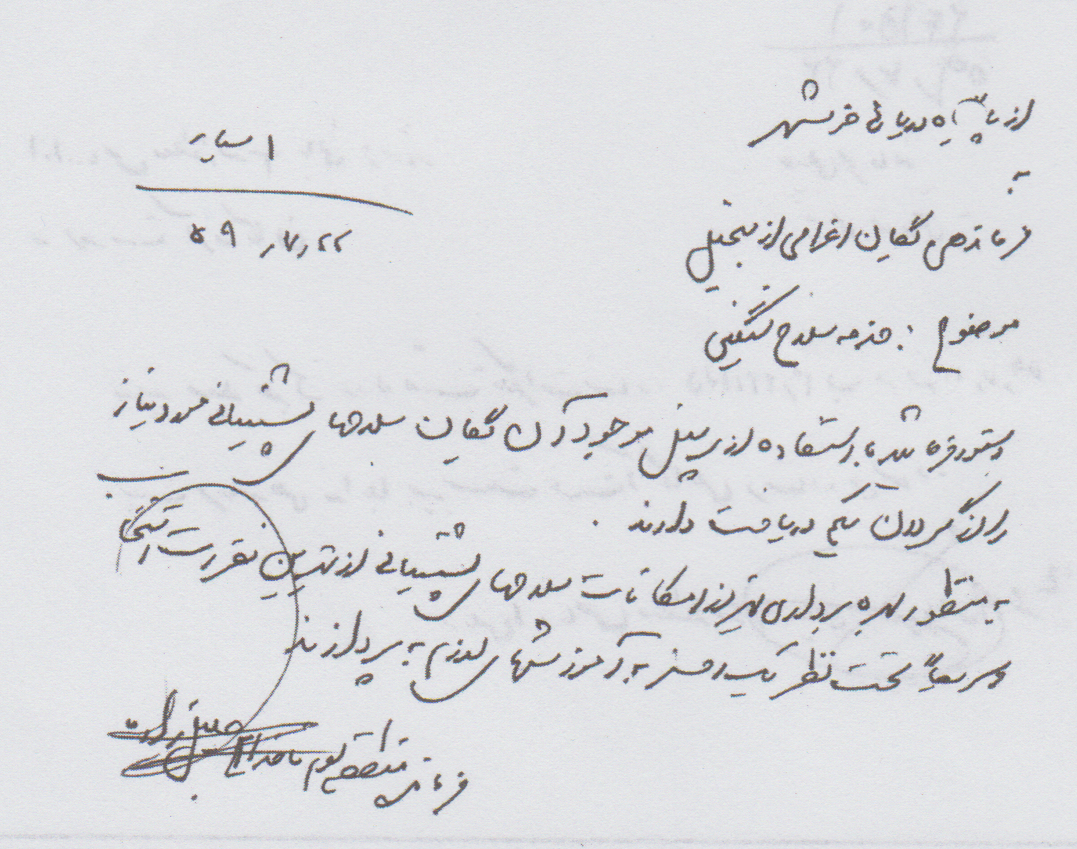
اسناد وزارت دفاع در دوران نبرد
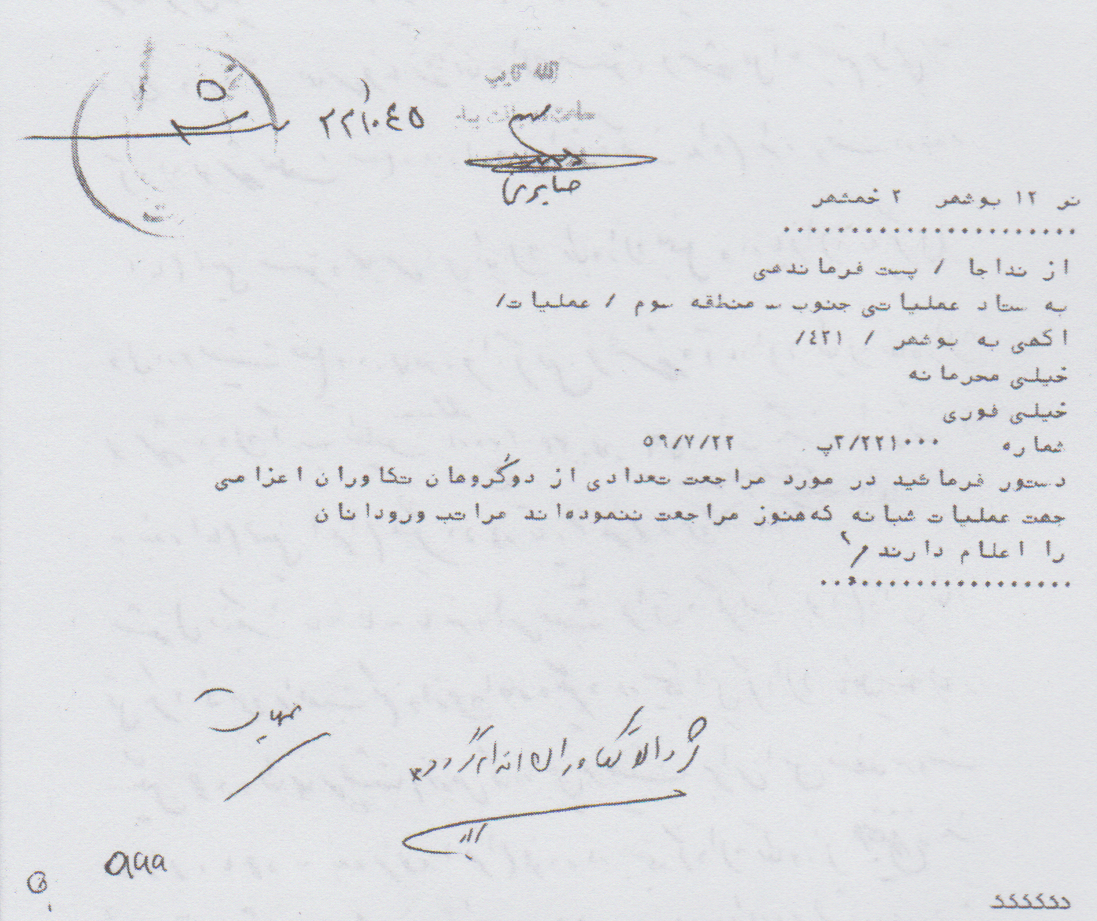
اسناد وزارت دفاع در دوران نبرد
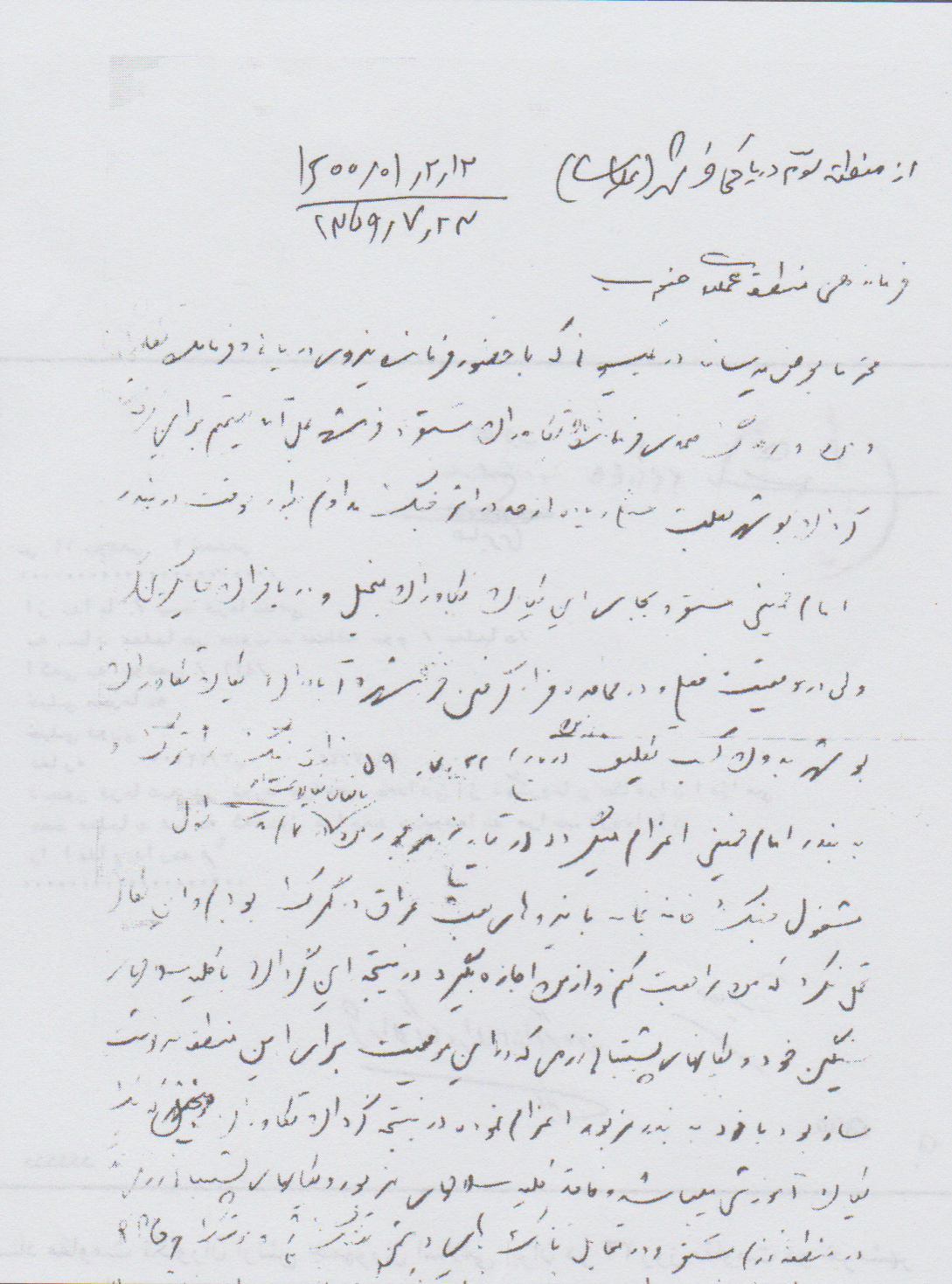
اسناد وزارت دفاع در دوران نبرد
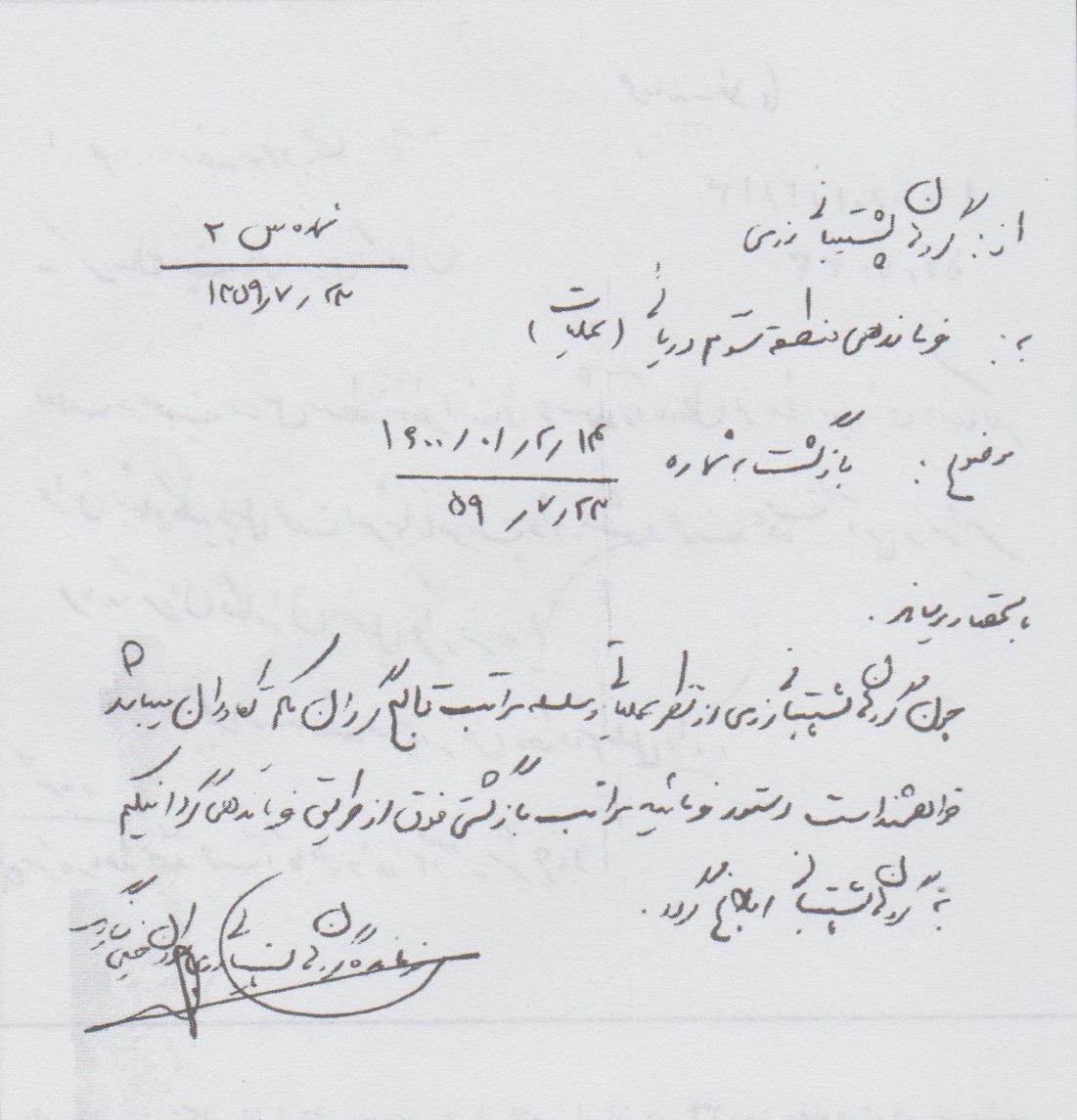
اسناد وزارت دفاع در دوران نبرد
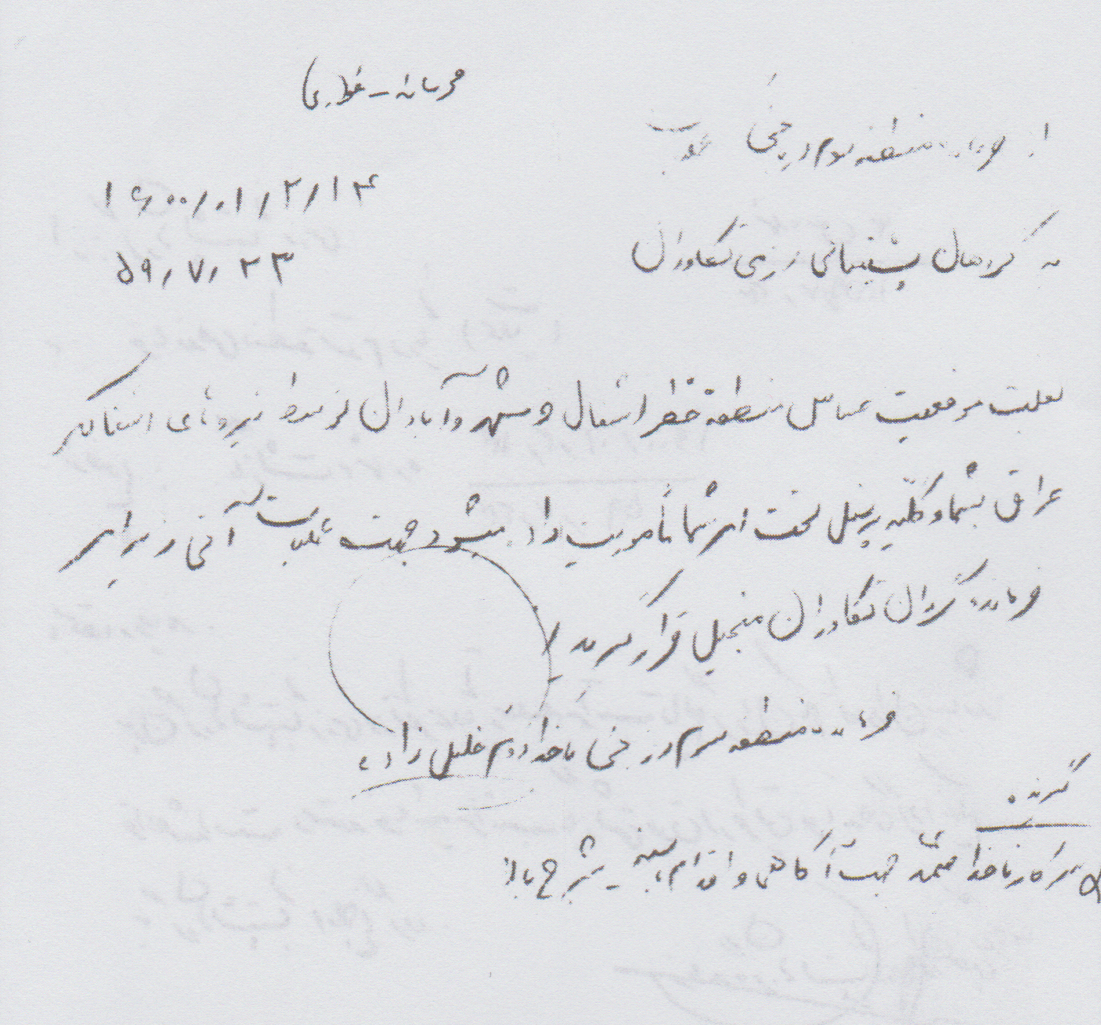
اسناد وزارت دفاع در دوران نبرد
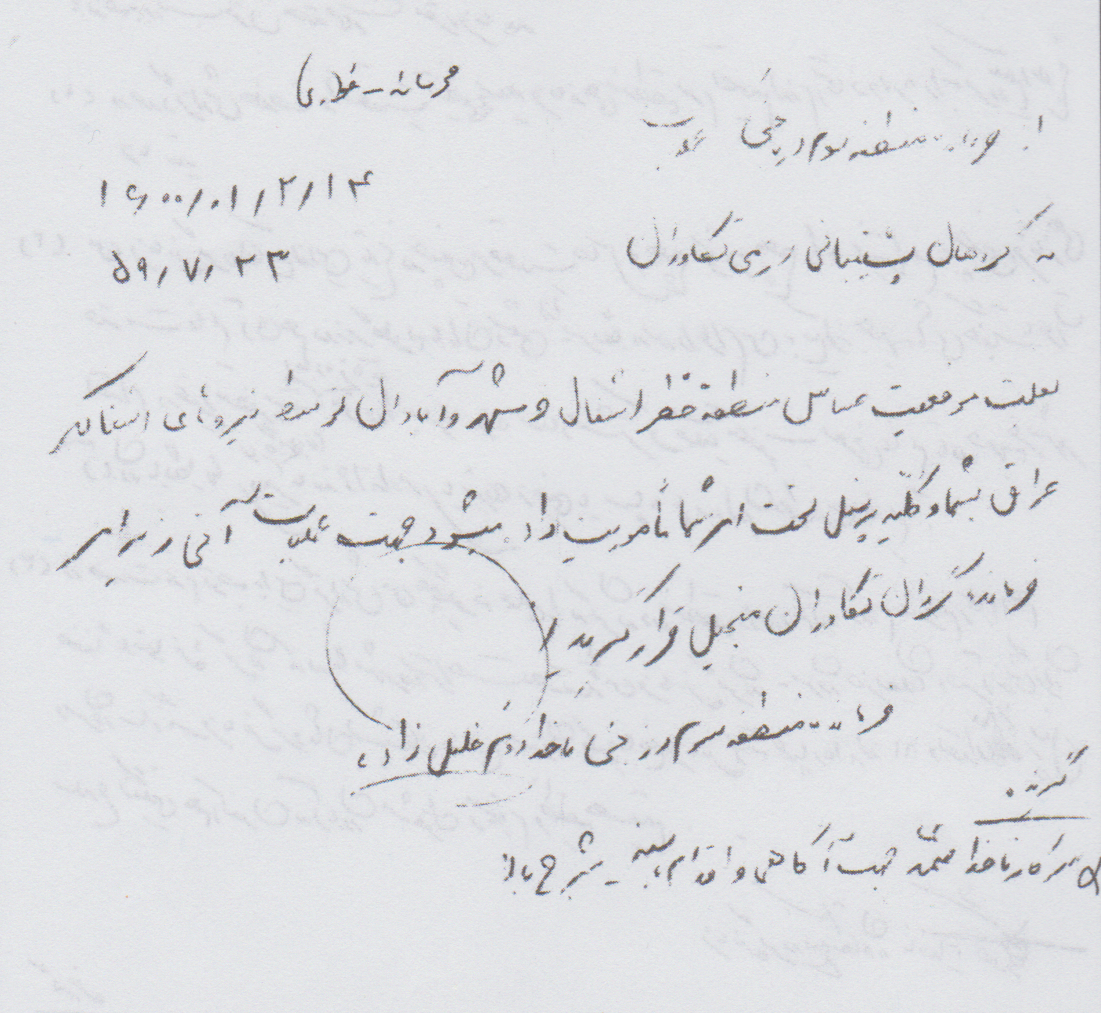
اسناد وزارت دفاع در دوران نبرد
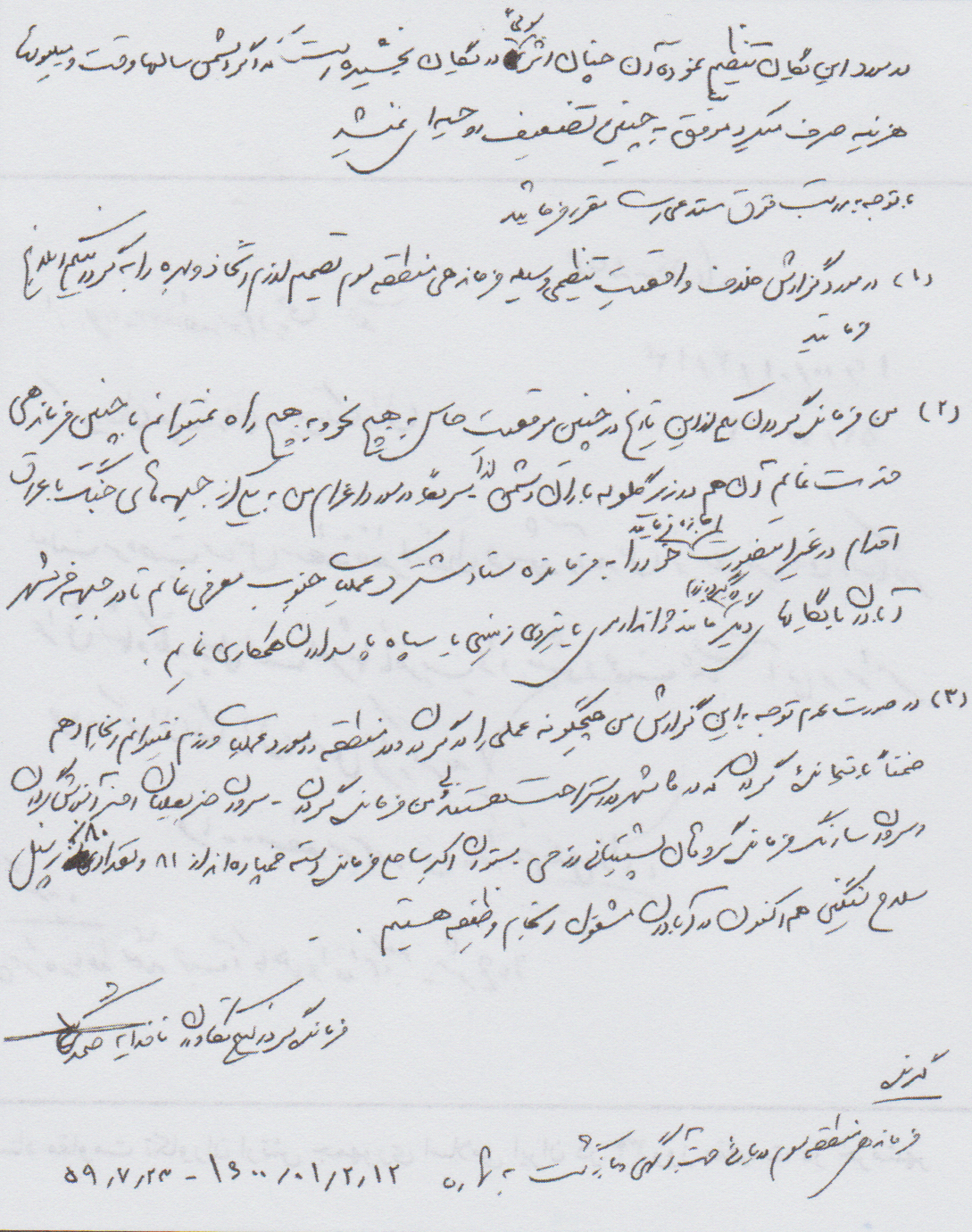
اسناد وزارت دفاع در دوران نبرد

## آثار هنری
نبرد خرمشهر و مقاومت سی‌وچندروزهٔ ایرانیان دست‌مایهٔ ساخت آثار هنری مختلفی شده است و فیلم‌ها و مجموعه‌های تلویزیونی آن را از زوایای مختلف به تصویر کشیده‌اند. ایرانیان با رویکردی حماسی به نبرد خرمشهر، آثار هنری متعددی را آفریده‌اند که برخی از آن‌ها عبارتند از:
- فیلم کودک و فرشته (۱۳۸۷)
- فیلم پایگاه جهنمی (۱۳۶۳)
- مجموعه تلویزیونی خاک سرخ (۸۰–۱۳۷۹)
- مجموعه تلویزیونی کیمیا (۱۳۹۴)
- فیلم روز سوم (۱۳۸۵)
- فیلم بلمی به سوی ساحل (۱۳۶۴)
- فیلم کیمیا (۱۳۷۳)
- فیلم سرزمین خورشید (۱۳۷۵)
- فیلم دوئل (۱۳۸۲)
- نوحه ممد نبودی ببینی (نخستین اجرا: ۱۳۶۱)
- فیلم قفسی برای پرواز (۱۳۸۹)
- مجموعه تلویزیونی در میان خاکستر (۱۳۹۵)
- مجموعه تلویزیونی گل‌های گرمسیری (۱۳۸۷)

## کتاب‌ها
- تکاوران نیروی دریایی در خرمشهر: خاطرات ناخدا یکم هوشنگ صمدی فرمانده گردان تکاوران در خرمشهر، انتشارات سوره مهر - ۱۳۹۴
- باغ سوخته: خاطرات سرهنگ جانباز علی قمری، گردآورنده‌ : علیرضا پوربزرگ‌وافی، ناشر: خورشید باران، سال اول چاپ: 1392
- دا، انتشارات سوره مهر - ۱۳۸۷
- از خونین‌شهر تا خرمشهر، مرکز مطالعات و تحقیقات جنگ - ۱۳۷۹
- پوتین‌های مریم، انتشارات سوره مهر - ۱۳۹۱
- جنایت‌های ما در خرمشهر (خاطرات افسران عراقی در مورد فجایع خرمشهر)، انتشارات سوره مهر - ۱۳۸۹
- جوانان اهواز زنده‌اند (تاریخ شفاهی دفاع مقدس به روایت سردار احمد غلامپور)، مرکز تحقیقات و اسناد دفاع مقدس
- پسرهای ننه عبدالله: خاطرات محمدعلی نورانی، سوره مهر، ۱۳۹۹